# 西武2000系電車
| 旧2000系 |  | 新2000系 |
| 旧2000系 |  | 新2000系 |

西武2000系電車（せいぶ2000けいでんしゃ）は、1977年（昭和52年）に登場した西武鉄道の通勤型電車。
本系列は1977年から1993年にかけて製造されているが、1988年に登場した4両編成からはデザインが大きく変更され、これらの車両は「2000N系」「新2000系」などと呼ばれる。
本項では1988年まで製造された初期デザインの車両を「旧2000系」、1988年以降に製造された新デザインの車両を「新2000系」、両グループをあわせて「2000系」と記す。
また個別の編成については「N編成（N=編成中の最若番車両の番号）」の表記とする。
複数編成を連結した編成については、飯能・西武新宿方から「2405編成+2011編成」のように記載し、また廃車・譲渡に関する記述においても連結状態で回送・輸送が行われた場合は同様の表記を用いる。

## 2000系

### 概要
それまで西武は通勤形に3扉車を投入していたが、駅間距離の短い新宿線用として乗降時分を短縮できる4扉車を製造することとなり、登場したのが本系列である。西武の4扉車は国鉄63系譲渡車の初代401系以来となった。
また西武の通勤車両としては初めて形式称号を末尾0起番とし、これまでの「X01系（形）」（付随車および制御車はこれに1000を足して「1X01系（形）」）のような形式称号とは異なる方式を採用した。
本系列は老朽化した451系などの赤電を置き換えた。新2000系と異なり、全車西武所沢車両工場製である。

### 車両概説
前面形状は、従来製造されていた湘南スタイルや切妻スタイルではなく、パノラミックウィンドウに非常用貫通扉を組み合わせたものとなった。また前面上部には行先表示器の左隣に種別表示器が新たに装備され、さらに右隣には運行番号あるいは列車番号の表示器を取付けるための窓を準備した。運転台は座席を従来より約150 mm高くしており、また前照灯の明暗切換スイッチを足踏み式へ変更している。乗務員室は客室との仕切扉を開いた際に運転台部分を通路と仕切ることができる構造とした。貫通構造としたことで機器配置が一部見直されてスイッチ盤などが背面に移動し、仕切壁は厚みが大きくとられるとともに窓が小型化されている。仕切扉は客室から見ると奥まった格好となり、位置も中心から若干車掌側へ偏心している。
4扉となった側面は従来と同じ高さ1,800 mm、横幅1,300 mmの側引戸が3,500 mmの間隔で配置されている。戸閉装置はST式戸閉機構付きで、ドアエンジンは腰掛下に取付け、当初はTK4Dであったが後にSTK4Dへ変更された。側窓は2段式であるが、従来の二段上昇式から下段上昇・上段下降式とされ、上段はフリーストップ式、下段は錠付き（ツマミによる操作）となった。あわせてサッシを太くし、周辺の車体側の造作も見直されている。4扉となったことで窓の横幅は920 mmに拡大され、扉間では60 mmの縦桟を挟んだ2連窓、車端部は1つが単独でそれぞれ配置されている。また西武の鋼製車で唯一戸袋窓が省略された。車側灯はこれまで戸閉と非常通報の2つが個別に設置されていたところ、本系列では一体化されて縦1列の配置となった。
車内は高さは2,235 mmの平天井とし、中央にラインデリアを設けて左右に冷風吐出口と蛍光灯を配している。化粧板は天井が白、壁面が薄茶色のコルク模様である。妻面の上部は従来天井用の化粧板を使用していたが、壁面用を使用することとした。また各車池袋・本川越方の連結妻上部は冷房関係の機器室としており、大きく張り出す形になるとともに蓋を避ける形でつり手棒が曲げられている。
客室の座席は扉間7人掛け、車端部3人掛けとされ、モケットは従来通りのレンガ色である。座席幅は扉間が3,050 mm、車端部が1,450 mmで、1人あたりの幅がそれぞれ約436 mm・約483 mmとなって101系等の400 mmより拡大している。この基本寸法は6000系・9000系まで引き継がれた。また座席の奥行は550 mmとして従来各形式より50 mm弱拡大し、背ずりの厚みが増した。なお座面の高さは従来通りの430 mmである。本系列では7人掛け座席は背ずり・座面ともに各車前位側から3人の位置で分割されている。座席端の仕切りはパイプ形状を見直し、上部を荷棚の高さまで延長するとともにT字状にパイプを追加した。上部では荷棚や吊手棒を受けるパイプに接続する構造である。各座席前のつり革は扉間が10個、車端部は飯能・西武新宿方が5個、池袋・本川越方が4個となる。
妻面の貫通路は冷暖房効果を高めるため従来の1,200 mm幅から800 mm幅の狭幅に回帰し、各車の西武新宿方に向かって右側へと開く片開きの貫通扉が設けられている。高さは従来の1,800 mmを基本に、扉のない箇所のみ1,820 mmへと拡大された。
このほか車体では台車中心間隔が従来の13,600 mmから13,800 mmへと変更された。以降この寸法が標準となり、新101系・4000系・10000系を除いて採用されている。なおパンタグラフの位置は従来通り連結面から3,200 mmとされており、台車直上から100 mmずれる格好となっている。
電動車は2両ユニット構成となっており、奇数車に集電装置や主制御器をはじめとする主回路機器（1C8M）を、偶数車に補助電源装置や空気圧縮機などの補助機器を搭載する。なお8両編成中央のユニットでは偶数側に補助機器を搭載しておらず、奇数側もBF（母線ヒューズ）が省略されている。また屋上の搭載機器は旧101系と変わらないものの、本系列から配置が大きく変更された。
2両編成は偶数側がクハとなっているが、機器構成はモハのユニットと同様である。主制御器も基本的には同一仕様であるものの、電動車が1両のみであるため1C4Mとなり、並列制御ができず（直列制御のみ可能）、特性が異なる。また当初は2両ともクモハとする構想があり、クハも電動台車（駆動装置なし）を装着しているほか、床面の主電動機点検蓋も備えられている。

#### 主要機器
西武では初めて界磁チョッパ制御、回生ブレーキ併用全電気指令式ブレーキ（HRD-1R）を採用した。いずれの設備も登場当時は西武の標準から外れた異端的な存在であった。
主制御器は日立製作所製のMMC-HTR-20D（2両編成はMMC-HTR-20D1）で、弱め界磁起動1段、直列13段、並列11段、弱め界磁は他励界磁チョッパ制御による連続制御である。勾配抑速ブレーキは備えていない。5次車ではMMC-HTR-20G（2両編成はMMC-HTR-20G1）に変更された。
集電装置は工進精工所製のKP62Aを引き続き採用。旧101系と同じくモハ奇数車に各2台搭載するが、屋根上の付帯機器やランボードの配置は新たなものとなった。避雷器は当初六角形のものを使用していたが、5次車では円柱状のものへ変更された。またMF（主回路ヒューズ）は制御装置と同じ日立製で、5次車では新形状に変更されている。BFは三菱製もしくは日立製（基本的に補助電源装置と同じ）、MFより小容量で外形も小さい。
補助電源装置は西武標準の三菱電機製電動発電機（MG）で、6両編成では120kVAのMG-114系を編成に2台搭載、8両編成では150kVAのMG-117系に変更されている。2両編成では日立製作所製のブラシレスタイプ (BL-MG) が採用され、70kVAのHG77443系を1台搭載する。さらに5次車では6両編成においてもブラシレスタイプが採用され、2031編成が東洋電機製造製TDK3350-A、2033編成が日立製作所製HG77445系をそれぞれ搭載する。どちらも容量は140kVA。
空気圧縮機 (CP)は、6両編成においては大容量である日本エヤーブレーキ製のHB-2000を初採用。編成内2両に各1台搭載し、8両編成でもそのまま用いられている。2両編成は従来通りのAK3を装備した。
台車は101系・5000系に引き続き住友金属工業製の空気ばね台車を採用、電動台車は改良を加えたFS372A、付随台車は従来通りのFS072となっている。主電動機は出力130kWとなっている。歯車比は1:5.31で、主制御器とともに東京急行電鉄8000系・8500系と共通する。
空調機器として集中式の冷房装置（当初はCU72B）を各車1台備えるほか、グローブ型の通風器を搭載する。冷房装置は増備途上で変更されており、互換グループ内での載せ替えが多々行われている。通風器は5次車から角型（吸出し式）に変更された。

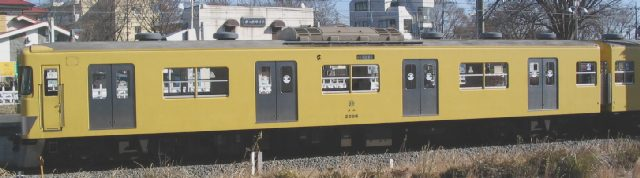
先頭車の側面 （クハ2006 2005年1月9日 拝島駅）
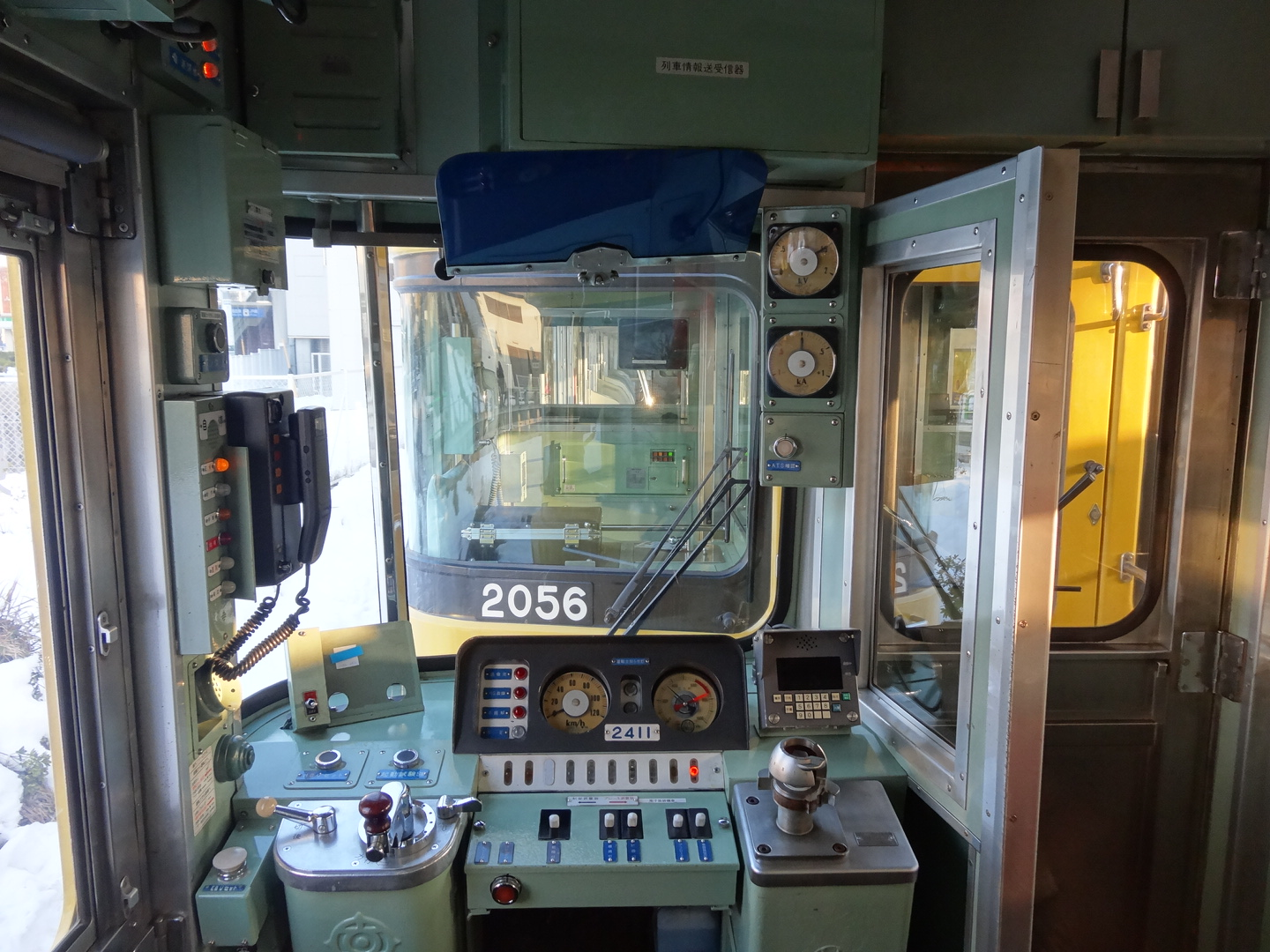
クモハ2411の運転台 （2014年2月17日 拝島駅）

### 沿革
1977年に6両編成から登場、1983年には新宿線の各駅停車8両化のため2両編成が新製され、組替えにより8両編成も登場した。1986年の田無事故に伴い廃車が発生したが、1987年には代替車の増備が行われ、最終的に6両12本・2両9本・8両4本の計122両の布陣となった。これらの旧2000系はほぼ一貫して新宿線系で運用されている。
2015年より置き換えが開始され、2024年1月30日には最終増備車にあたる2両編成2本が在籍するのみとなっていたが、2025年6月16日に全編成の運用が終了した。

#### 池袋線での営業運転
池袋線系での運転実績もいくつか存在し、新2000系導入に先立つ試験的な運用のほか、イベントや野球開催時の臨時列車（とその間合い運用）、また車両不足や増発時の応援などによる短期間の貸出がこれにあたる。
1990年（平成2年）1月には初めて池袋線で営業運転が行われた。2両編成と6両編成を連結した8両編成（2405編成+2011編成）が使用され、池袋線への新2000系導入（後述）を前に、データ収集のため一か月程度ダイヤ限定で池袋 - 小手指間で運転された。
その後1997年（平成9年）10月12日には横瀬車両基地での「西武トレインフェスティバルin横瀬」にあわせて運転された池袋 - 西武秩父間の臨時列車に旧2000系2両+新2000系6両（2409編成+2053編成）の組成で充当された。
ここまでは上記の他に池袋線での運転実績は（西武球場前への臨時直通列車等を除いて）皆無であったが、2009年11月23日に2005編成が池袋線系で運転されている。また2010年代中頃には、2両編成が池袋線へ貸出の上運用されることが度々あった。

### 製造時期による差異
1次車（2001 - 2013編成 / 1976 - 1977年度製造）
- 1次車のみ当初は屋根の空調脇のランボードが鋼板組立品（国鉄103系等のような形状）であった。1989年よりFRP製のもの（4次車以降同等品）に交換されている[7]。
- 2005編成までの3編成は貫通扉のワイパーが勝手違いとなっている。
- モハ2101のみ、パンタ脇のランボードのうち長いものが分割されておらず、脚配置も異なる[2]（東急製の車両に近い外観）。

2次車（2015 - 2029編成 / 1978 - 1979年度製造）
- 空調脇のランボードがFRP製（屋根側の脚により板を支持する構造）に変更された[2][7]。

3次車（2031・2033編成（ともに初代） / 1979年度製造）
- 側面・妻面の扉の窓ガラスがHゴム支持から金属抑えに変更された[2][7]。
- 3次車はいずれも後に編成を解かれ、先頭車は2両編成用、中間車は既存編成の8両化用にそれぞれ転用されている。

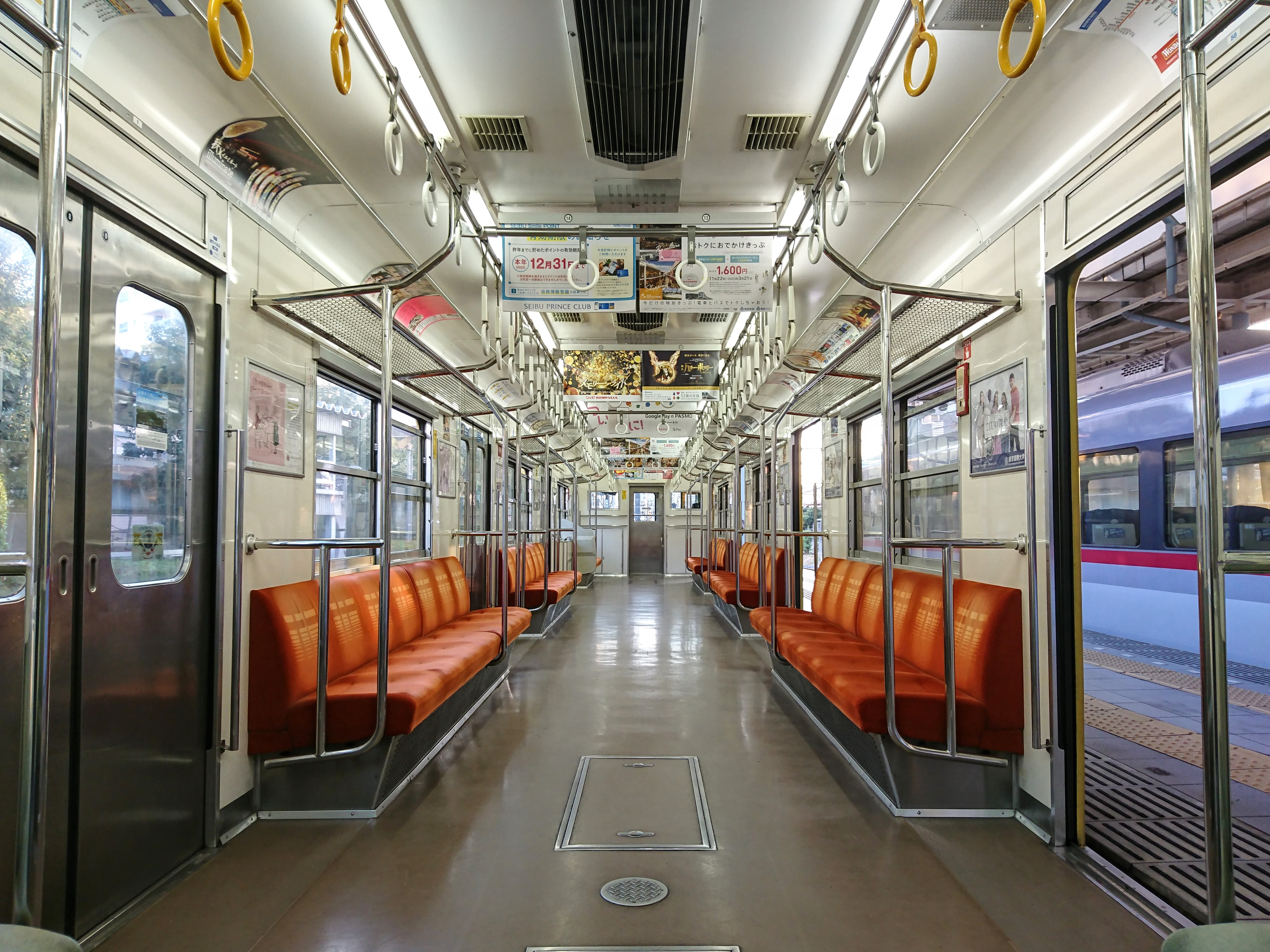
2403編成の車内（更新後）
線路方向の吊手棒が一直線状になっているのが特徴。
（クモハ2403 2022年12月）

4次車（2401 - 2407編成、クモハ2409・2411・2413・2415 / 1982 - 1983年度製造）
- 側灯のうち戸閉灯を縦長に変更[2][7]、側面乗務員扉脇に扉の点検蓋を取付（後に既存車も実施）[2][7]、空調装置をCU72Cへ変更[7]、貫通扉の取っ手を変更[2]、予備灯を独立したものから室内灯兼用のインバータ蛍光灯へ変更[2]、屋根のランボード[注 14][2]、表示幕の検知方式[注 15][8]、など、多数の変更が加えられた。当初より電気連結器を備える[2]。Hゴムや戸当たりゴムは前面を除いて灰色から黒色へ変更された[7]。
- また、2401編成・2403編成で試験的にドア付近へのつり革の増設が行われた[2][注 16]。2401編成は枕木方向（2個×2列）、2403編成は線路方向（4個×2列）に配置されている。後の8次車より枕木方向の方式が本採用されたほか[2]、既存車においても枕木方向（90年代以降）・線路方向（2000年代以降）双方で増設が行われている。

5次車（2031・2033編成（ともに二代目）、2417・2419編成 / 1987 - 1988年度製造）
- 3000系・新2000系の仕様が随所に取り入れられている。
- 通風器を角型に変更したほか[2]、ワイパーが車掌台側にも備えられた[2]。また当初より連結器胴受が湾曲型で、側面の表示器も設置されている（6連は準備工事のみ：窓を車体色の板で塞いだ状態）[2]。側面表示器の設置に伴って表示の指令器と前面の表示器も変更され、同時に幕は黒地白文字を基調とするデザインとなった[2]。室内では空調吹き出し口がスポット式からラインフロー式に変更[2]。機器面では屋根上の避雷器とヒューズ箱（MFおよびBF）、床下の主制御器・抵抗器・補助電源装置[注 17]・ブレーキ制御装置、台車の揺れ枕形状[注 18]が変更、これらはブレーキ制御装置を除き3000系と同仕様で、いずれも新2000系に引き継がれている。このほか細部では尾灯と戸閉車側灯がLED化[2]され、また屋根の手掛とパンタ受台が新2000系と同じものとなっている。側灯についてはレンズの表が平面になったのが特徴で、既存車も追って交換された。ゴム類は全て黒色となっている[2]。

### 改造工事

#### 編成組替え（1983年）
1983年、新宿線の各駅停車8両化のため、2031・2033編成の編成を解除、これらを新造車や他の6両編成と組み合わせて2両編成・8両編成を組成した。
同2編成の中間車8両（モハ2131 - 2134・2231 - 2234）は2001 - 2007編成の4本に2両ずつ、編成中央に2300番台（モハ2301 - 2308）として組み込んだ。これら2300番台となるユニットは組み込みに際してMGやCP、BF等が撤去されている。既存6両の車番はそのままとしたため、当初より8両編成として製造された3000系や新2000系とは車両番号の百位の配列が異なっている。
| クハ2001 （Tc1） | モハ2101 （M1） | モハ2102 （M2） | モハ2131 （M1） | モハ2132 （M2） | モハ2201 （M3） | モハ2202 （M4） | クハ2002 （Tc2） |
| ↓                | ↓               | ↓               | ↓               | ↓               | ↓               | ↓               | ↓                |
| クハ2001 （Tc1） | モハ2101 （M1） | モハ2102 （M2） | モハ2301 （M3） | モハ2302 （M4） | モハ2201 （M5） | モハ2202 （M6） | クハ2002 （Tc2） |

先頭車4両（クハ2031 - 2034）はクハ2401形に改造、全て本川越向きに揃えた上で2400番台（クハ2410・2412・2414・2416）とし、新製のクモハ4両と組み合わせて2両編成を組成した。クハ2401形への改造にあたってはMGやCPの取付を行ったほか、車体を4次車相当に改造、また元奇数車には貫通扉を追設している。台車については当初FS072のままだったが、1985年にFS372Aに揃えられた（詳細は#台車の転用を参照）。
| 改番時期 | 1983年6月 | 1983年6月 | 1983年10月 | 1983年10月 | 1983年11月 | 1983年11月 |
| 旧車号   | クハ2031  | クハ2032  | モハ2131   | モハ2132   | モハ2231   | モハ2232   |
| 新車号   | クハ2410  | クハ2412  | モハ2301   | モハ2302   | モハ2303   | モハ2304   |
| 改番時期 | 1983年7月 | 1983年7月 | 1983年11月 | 1983年11月 | 1983年12月 | 1983年12月 |
| 旧車号   | クハ2033  | クハ2034  | モハ2133   | モハ2134   | モハ2233   | モハ2234   |
| 新車号   | クハ2414  | クハ2416  | モハ2305   | モハ2306   | モハ2307   | モハ2308   |

#### 編成組替え（田無事故）
1986年に発生した田無事故により2017編成と2023編成（ともに6両編成）が損傷した。結果、1989年に2023編成中の西武新宿方4両（2023・2123・2124・2223）と2017編成の本川越方2両（2218→2224・2018→2024）によって新2023編成を組成、運用に復帰している。

#### 車体更新工事
室内のリフレッシュ等を図るため、1996年度から2006年度にかけて全編成に実施された。特別修繕工事とも呼ばれる。2021編成までが所沢車両工場で、2003編成からは武蔵丘車両検修場にて実施された。また後者のうち2007編成からは西武車両による施工となり、車内製造銘板の下に更新銘板が追加されている。
主な内容を以下に示す。後の新101系や新2000系と共通する箇所が多い。編成ごとの状態は形態表を参照のこと。
- 前面下部への排障器（スカート）の設置[2]。
- 側引戸のガラス支持方式変更（1・2次車のみ）[2]。扉ごと3次車以降同等品へ交換する（扉は701系・101系の廃車発生品、一部は本工事の前に実施）か、同じく窓が複層ガラスの扉（新品）への交換、もしくはアルミ枠支持への改造と、3つのパターンがある[9]。
- パンタグラフ削減（8両編成のみ、詳細後述）[2]。
- ワイパーの電動化（運転台側）[2]。新2000系と同じもの（黒色で若干大きい）へ交換され、またウィンドウウォッシャーが取り付けられた。
- 屋根から妻面にかけての塗り分け位置を変更。妻面上端のR部分まで灰色が回り込むようになった。
- 雨樋・床キーストンをステンレス材に取替[2]。
- 化粧板・座席モケットを9000系と同じもの（新2000系と同じ色彩）に変更[2]。従来アルミ地のままだった側扉の点検蓋も化粧板張りに変更された[2]。なお座席モケットは一部編成で区分模様なし（新2000系同等品）となっている。
- 床敷物を新2000系と同じものへ変更[2][注 19]。
- カーテンをベージュ系に変更（一部編成を除く）[2]。
- つり革の増設（ドア付近枕木方向）[2]。

##### 仕様変更
施工時期により、改造内容に多数の変更が存在する。それらを以下に示す。なお各編成の施工時期は形態表を参照のこと。
1999年度施工分より、電子警笛を設置、予備灯を変更、空調装置をCU72D-2に変更。空調についてはマイコン制御に変更されたほか暖房機能が追加されており、従来品との互換性がなくなった。
2000年度施工分より、表示器のLED化を実施。
2001年度施工分より、空調装置をCU721に変更。冷媒に代替フロンを使用し環境に配慮されている。
2003年度施工分より、先頭車に車椅子スペースを設置。座席との間には板状の袖仕切りが設置され、また隣接する窓は固定化された。非常通報器も増設。このほか座席（座面）をバケットシート化し、スタンションポールを設置。さらにパンタグラフの電磁カギ外し化も実施（詳細後述）。また6両編成ではCPもHS20Kに交換。
2004年度施工分より、パンタグラフのシングルアーム化を実施。PT7116-B1を採用。

###### 5次車への施工
2005・2006年度に施工された5次車の4編成では改造内容が大きく変更された。新101系更新車との共通点が多々存在し、本グループのみを指して「リニューアル車」「更新車」と呼ばれることもある。前年度施工分からの主な変更点を以下に示す。
- 車体側面の車両番号表記をプレート化。
- 転落防止放送装置を搭載。本川越（池袋）方先頭車のスカートにスピーカーが設置されている。
- 床面デザインを変更。ベージュ系の3色を通路部・ドア前・その他で分けて用いている。
- 化粧板・カーテンを白色系に変更。
- 座席モケットを変更。一般部は青色系・優先席部は紫色系で、それぞれ模様が入っている。
- 非常通報装置を通話可能なものへ更新、通報器の数を1両あたり2か所に統一[注 23]。車掌台右に受報器を設置。
- 消火器を車両床下から車内妻面（箱内）へ移設。
- つり革をドア付近線路方向にも増設、優先席部のつり革を低位置化。
- LED式車内案内表示器の設置（千鳥配置）、扉開閉案内装置（ドアの開閉表示と、誘導音を含むドアチャイム）の設置。
- 自動放送装置の設置、放送増幅器、運転士マイクの更新。
- 案内系の設定器・指令器をタッチパネルで設定するタイプへ変更、両先頭車へ搭載。
- 側面行先表示器が走行中・留置中に消灯する機能を追加。
- ドア一部締切機能の追加。
- 2・6両編成ともにCPの取替を実施。
- パンタグラフのカギ外し線のヒューズを屋上設置へ変更。

なお、最初に施工された2031編成のみは全てのワイパーが新2000系仕様に交換、加えてCPも交流化されている。また車内妻部の車番プレートも独特な書体のものとなった。

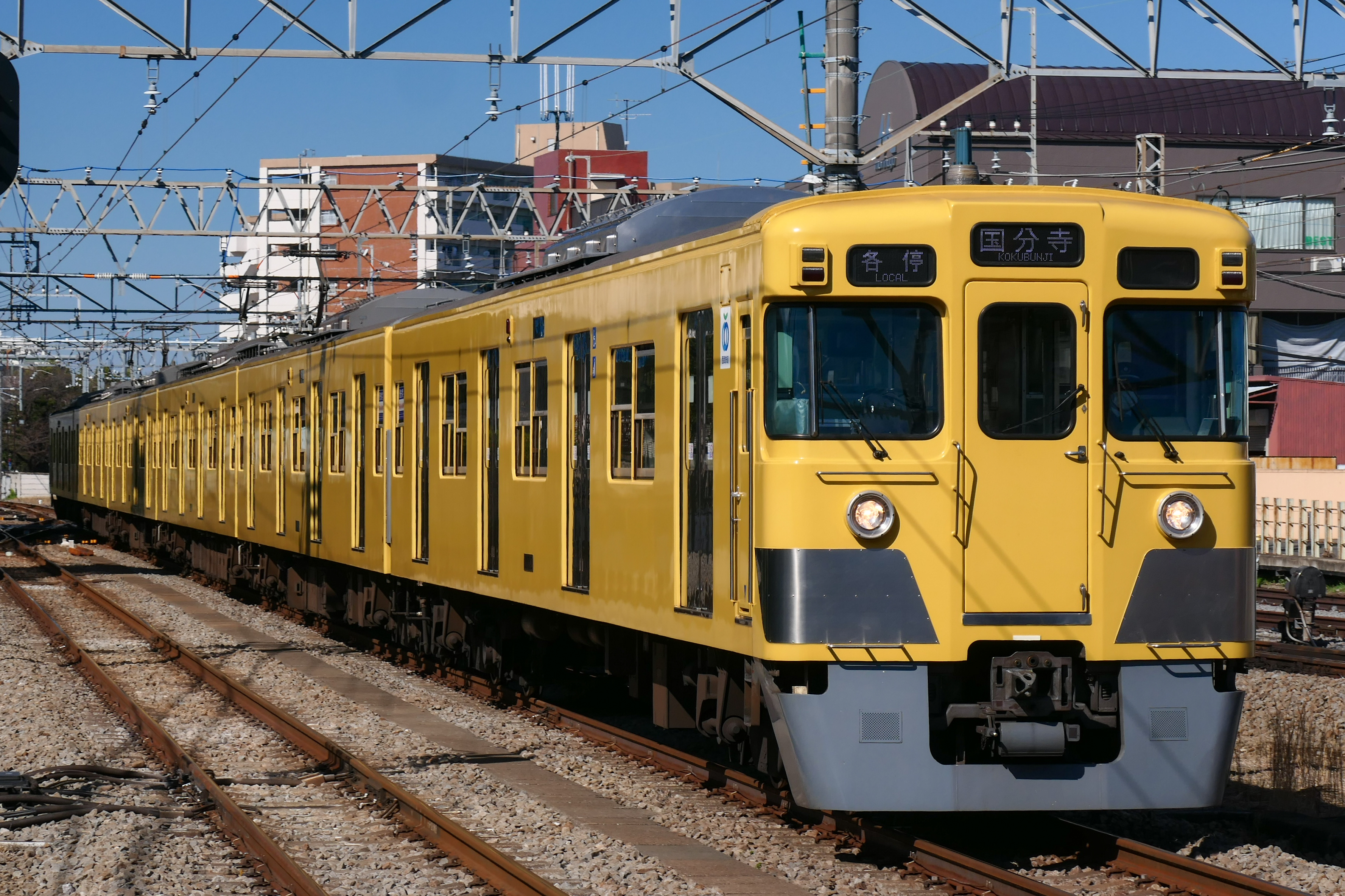
更新後の5次車 （2031編成 2023年3月19日 小川駅）
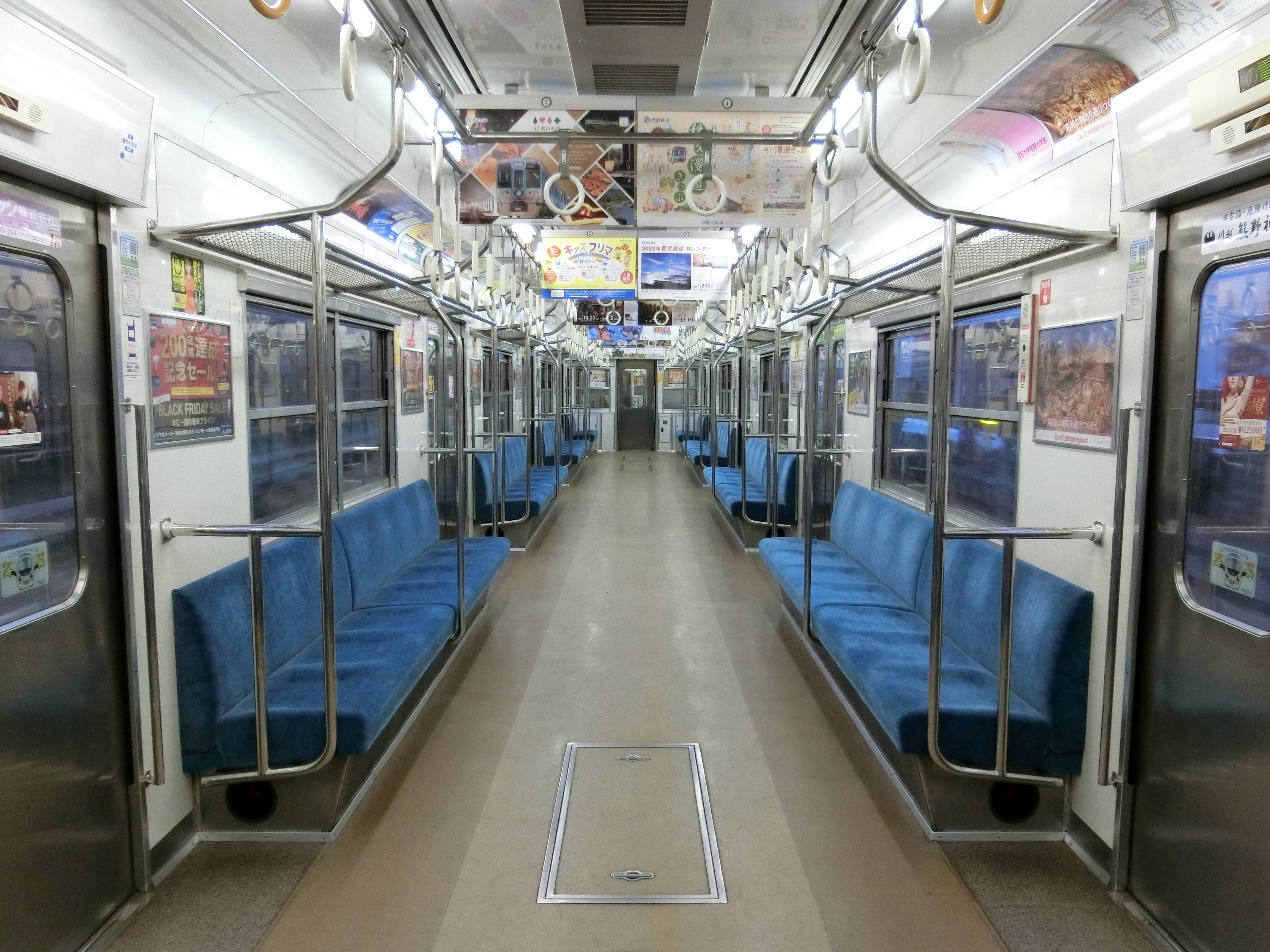
5次車の更新後の車内 （2021年11月）
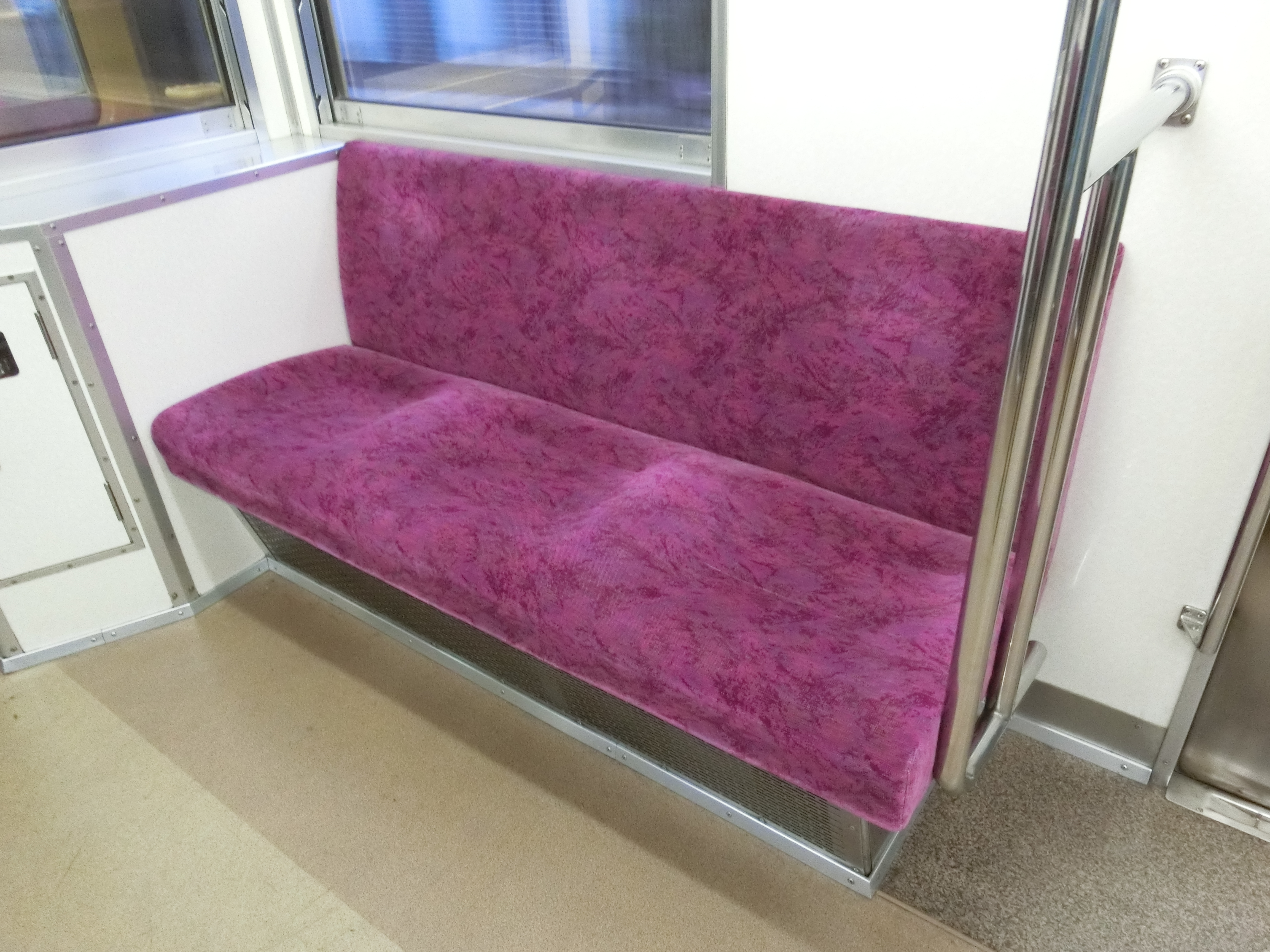
優先席のモケットは紫色を採用 （2021年11月）
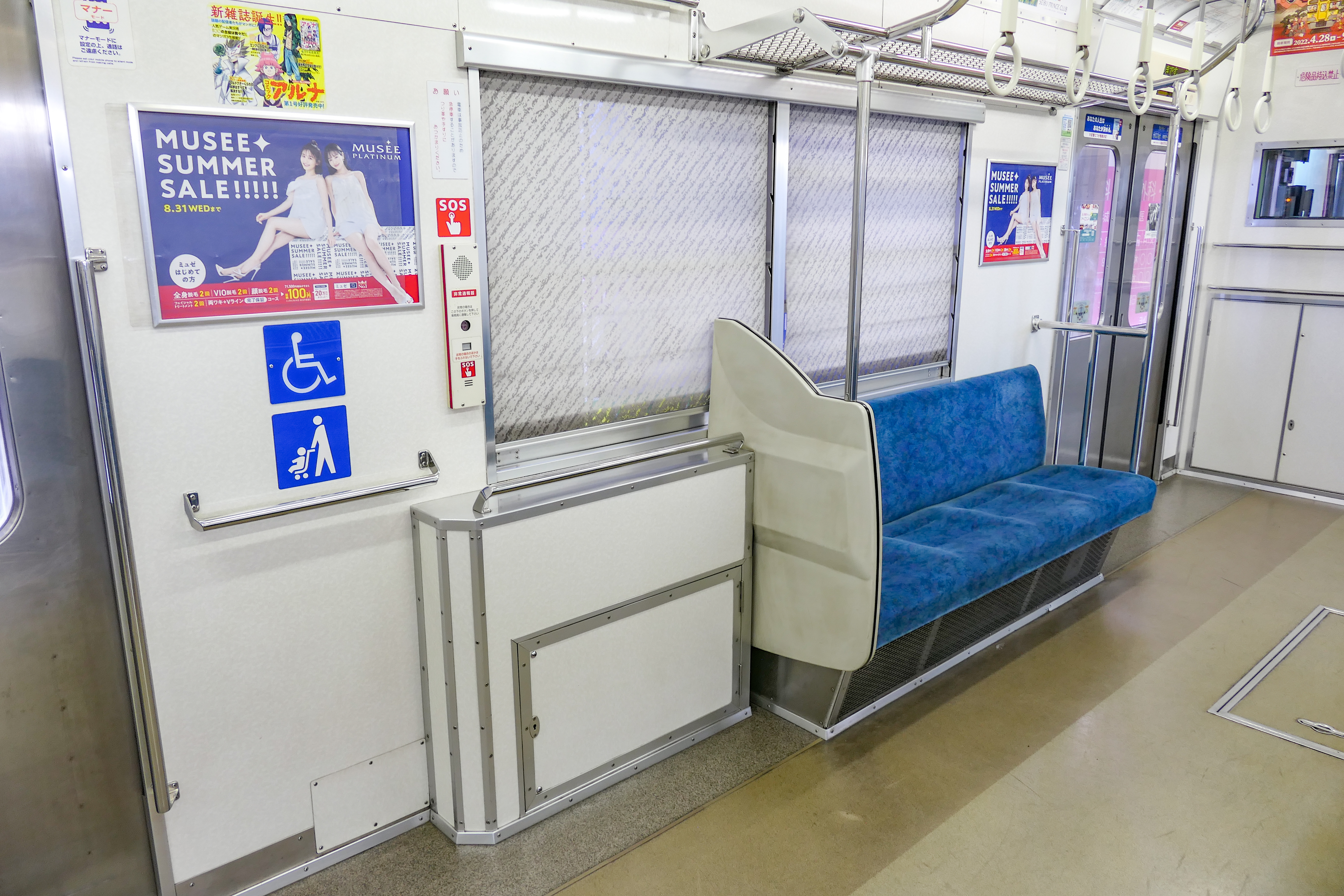
新設された車椅子スペース （クモハ2417 2022年8月）
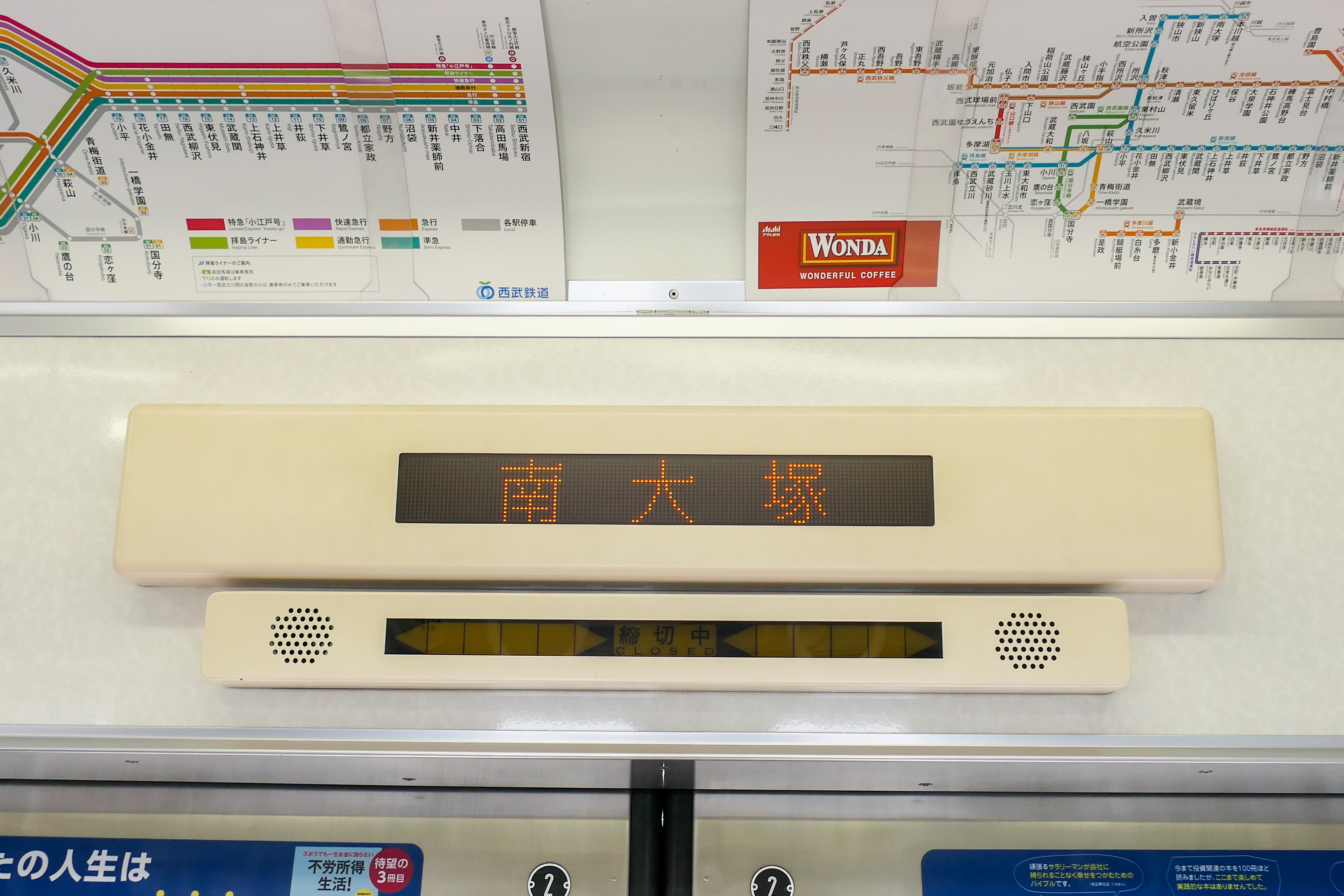
LED式車内案内表示器 （クモハ2417 2022年8月）

#### 2006年度以降の動き
2006年度以降、主に初期に車体更新工事を実施した車両に対して、再度の改良が実施されている。
座席のバケットシート化、つり革の増設（ドア付近線路方向）、ドア一部締切機能の追加、非常通報装置の受報器取付が全編成に実施されたほか、スタンションポール設置、転落防止放送装置の取付が一部編成で実施されている。

#### その他の改造等
- つり革の交換
  - 1983年から1992年頃までにかけて、オリジナルの三角形から3000系同様の丸いつり革への交換を実施している[注 26]。
- 電気連結器取付
  - 6両編成は1983年から、8両編成は1988年に実施した[2]。連結・解放を容易にするとともに、分割放送[注 27]への対応も実施している。
- ゴム類の変更・乗務員扉脇の点検蓋取付
  - 固定窓を支持するHゴムや戸当たり部のゴムについては、4次車までの車両も交換によって黒色に統一されている。1985年の2001編成を皮切りに固定窓のHゴムが黒色化され[7]、戸当たりゴムや窓サッシの抑えゴムは概ね1989年から黒色化が行われた[7]。
  - 3次車までの編成における側面先頭部の点検蓋の追設についても1985年から実施されており、多くはHゴムの変更と同時に行われた[7]。
- 圧着ブレーキ取付
  - 1986年に発生した田無事故を受け、1987年から1989年にかけて全車に実施。保安ブレーキ装置と一体の箱に収められた。
- 受給電装置取付
  - 1990年頃より6・8両編成に実施[7]。これにより床下機器配置が若干変更された[7]。
- 種別・行先表示器の取替等
  - 全編成で実施したもの
    - 1988年頃、4次車までの車両は指令器と前面の表示器を5次車や新2000系と同一のものへ交換した。外観では行先が黒地白文字になるとともに、種別の色合いも一部変更されている。
    - 1989年4月から1992年4月にかけて全車[注 28]に側面行先表示器を設置した[13]。
    - 2008年4月には、同年6月14日のダイヤ改正にあわせて表示内容を変更するとともにデザインを大きく変更、英字が併記された。同時に種別の「普通」が「各停」に変更されている[9]。

  - 編成単位のもの
    - 車体更新工事を1999年度に実施した2019・2021編成は2000年3月に側面のみLED化の後[10]、2001年6月に前面もLED化された[12]。前述の通り2000年度以降では車体更新工事と同時にLED化を実施している。これらの車両はLED化時またはその直後に前面右端の窓の塞ぎ板が白色から黒色へ変更されている。
    - 2008年10月、2001・2005編成がLED化された。このうち2005編成は2010年11月に前面右端の窓が黒色に変更されたが、2001編成は廃車まで白色のままであった。
    - 2012年、2009編成・2403編成が9 - 10月の検査入場時に3色LEDから幕に戻された。改造のため同時期に長期入場中だった2531・2533編成と交換する形となっている。
    - 2014年度、2031・2033編成と、2両編成のうち2403・2413編成を除いた7編成の計9編成が3色LEDからフルカラーLEDに交換された[注 29]。
    - 2016年1月、2007編成が3色LEDから幕に戻された。同時期に2057・2061編成も同じく幕に戻されている。
    - 2021年7月、2401・2407・2411編成がフルカラーLEDから幕に交換された。2455・2457・2459編成とそれぞれ交換する形となっている。
- ドアのバタつき防止金具の取付
  - 1990年代前半頃に実施。側引戸の外側中央株下部に四角い箱状のものが設置された。
- 座席のバケットシート化（試験）
  - 1997年12月より2001編成中のモハ2202・クハ2002で実施[14]。座面はほぼ平坦ながら一人分ずつを区切る形で溝が設けられたもので、後に本採用されたものとは形状が異なる。背ずりは9000系同様の区分模様が入れられた。前述の通り旧2000系は後に全車がバケットシート化されており、この2両も標準タイプのバケットシート（区分模様なし）へ交換されている。
- CP取替
  - 2両編成では全編成がAK3からHS10へ交換された。2401 - 2411編成は2000年前後、2413編成は2011年に実施、2417・2419編成は車体更新工事と同時に実施している。
  - 6両編成への施工は限定的で、2003年度以降に車体更新工事を受けた4編成（2009・2027・2031・2033編成）と、個別に実施された2019・2021編成の6編成のみである。HB2000からHS20Kへの交換が基本となるが、2031編成のみHS20-4への交換となっている。
- 電子警笛設置
  - 警笛の2系統のうち1系統を電子ホーンに置き換えるもので、騒音対策として採用された。警笛のペダルが2段になっており、1段踏込みで電子笛のみが作動する[2]。1999年度以降に車体更新工事を受けた車両は同工事と同時に施工。全編成に実施され、いずれも20000系と同じ高音タイプを備える[15]。
- 転落防止幌（外幌）設置
  - 2001年度から2003年度にかけて[16]全車両の妻面に転落防止用の外幌が設置された。そのままでは妻面の手掛や空気配管が干渉することから、パンタグラフ隣接箇所では一部の手掛と配管を移設して対応[注 30]するとともに、外幌は昇降時に取り外せるよう脱着式を採用、パンタグラフに隣接しない箇所は手掛が撤去[注 31]された[9]。なお2003編成のみ、このとき改造した空気配管の上部がパイプの曲げにより構成されており形状が異なる。
- パンタグラフの変更
  - 1996年から2001年にかけて、8両編成の車体更新においてパンタグラフ削減工事を併施している。編成内3ユニットで母線回路[注 32]を引き通した上で、1両あたりのパンタグラフを1基とし、同時にパンタグラフそのものもPT4320S-A-Mに交換している[2]。これに伴ってBFを大型化するとともにM3車へ新設（いずれもMFを流用）、母線配管を太く変更したほか、パンタグラフの台枠が黄色塗装となった。なお初期に実施した2001・2005編成はM3車の撤去跡が残されていたほか[2]、母線配管が2本へ増加しており妻面から4本の高圧配管が降りる格好となっている。
  - 2003年、2031・2033編成のパンタグラフがKP62AからPT4320S-A-Mに変更された[9]。
  - 2003年度以降に車体更新を実施した車両はパンタグラフのカギ外し装置を空気式（引棒併用）から電磁式に変更しており、これによってパンタグラフを交換（2027編成はPT44S-F-M、他の2003年度分はPT4320S-B-M、翌年度以降はシングルアーム式）するとともに、車体側の配管等も変更された。
  - 2004年度から2008年度にかけて、全編成でシングルアーム化が実施された[17]。なおこの期間に車体更新を実施した車両はこれと同時に施工している。電磁カギ外し式の編成はPT7116-B1、そうでない編成にはPT7116-C1が搭載される。
- コーポレートシンボルマーク貼付
  - 2008年3月より、側面の乗務員室扉脇（点検蓋直下）に「コーポレートシンボル」マークを掲出している[18][9]。その後2010年代に入り、マーク下部の社名表記が「SEIBU」から「西武鉄道」へと変更された。
- 熱線反射フィルムの貼付け
  - 2014年より実施。2・8両編成の全てと、2031・2033編成に施工された。
- 通風器撤去（5次車）
  - 2014年から2017年にかけて、5次車の角型通風器が全て撤去された。4次車以前のグローブ型は撤去されていない。
- 窓の固定化
  - 2015年秋頃より側面・妻面の窓のうち下段のつまみが撤去され固定化されている。

### 編成の状況

#### 編成表
- 製造・組替えが終了した後の状態を示す。

8両編成
|          | ← 西武新宿本川越・拝島・多摩湖（西武園） → |                    |                    |                    |                    |                    |                    |                    |                                                                               |
| 形式     | クハ2001 （Tc1）                           | モハ2101 （M1）    | モハ2101 （M2）    | モハ2101 （M3）    | モハ2101 （M4'）   | モハ2101 （M5）    | モハ2101 （M6）    | クハ2001 （Tc2）   | 備考                                                                          |
| 機器配置 |                                            | CONT               | MG, CP             | CONT               |                    | CONT               | MG, CP             |                    | 備考                                                                          |
| 車両番号 | 2001 （奇数） 2007                         | 2101 （奇数） 2107 | 2102 （偶数） 2108 | 2301 （奇数） 2307 | 2302 （偶数） 2308 | 2201 （奇数） 2207 | 2202 （偶数） 2208 | 2002 （偶数） 2008 | 通常の6両編成として製造、1983年に8両化 M3・M4は初代2031・2033編成からの転用車 |

6両編成
|          | ← 西武園・東村山(国分寺線)国分寺(国分寺線) → ← 西武新宿本川越・拝島・多摩湖 → |                    |                    |                    |                    |                    |                                                                                             |
| 形式     | クハ2001 （Tc1）                                                              | モハ2101 （M1）    | モハ2101 （M2）    | モハ2101 （M3）    | モハ2101 （M4）    | クハ2001 （Tc2）   | 備考                                                                                        |
| 機器配置 |                                                                               | CONT               | MG, CP             | CONT               | MG, CP             |                    | 備考                                                                                        |
| 車両番号 | 2009 （奇数） 2033                                                            | 2109 （奇数） 2133 | 2110 （偶数） 2134 | 2209 （奇数） 2233 | 2210 （偶数） 2234 | 2010 （偶数） 2034 | 2017編成分は欠番（事故廃車のため） 2023編成の5・6号車は元2017編成 2031編成・2033編成は2代目 |

2両編成
|          | ← 西武新宿         |                    | |
| 形式     | クモハ2401 （Mc）  | クハ2401 （Tc）    | 備考 |
| 機器配置 | CONT               | MG, CP             | 備考 |
| 車両番号 | 2401 （奇数） 2419 | 2402 （偶数） 2420 | 2415編成は田無事故により廃車 クハの台車はFS372A（主電動機なし） 2409 - 2415編成のクハは初代2031・2033編成から転用 |

凡例
- CONT：主制御器
- MG：電動発電機
- CP：空気圧縮機

#### 編成ごとの形態
| 編成     | 両数 | 年次分類            | 集電装置       | 行先 表示器 | 車内設備 更新 | 更新年月 | 転落防止 放送装置 | 廃車年月 | その他・備考                                                                        |
| -------- | ---- | ------------------- | -------------- | ----------- | ------------- | -------- | ----------------- | -------- | ----------------------------------------------------------------------------------- |
| 2001編成 | 8両  | 1・3次車            | シングルアーム | 3C-LED      | △             | 1997.12  | －                | 2021.10  | 側引戸窓複層ガラス（4・5号車を除く） M3車パンタ撤去跡残存                           |
| 2003編成 | 8両  | 1・3次車            | シングルアーム | 3C-LED      | △             | 2000.09  | －                | 2021.04  |                                                                                     |
| 2005編成 | 8両  | 1・3次車            | シングルアーム | 3C-LED      | ○             | 1996.11  | －                | 2017.01  | M3車パンタ撤去跡残存                                                                |
| 2007編成 | 8両  | 1・3次車            | シングルアーム | 幕式        | △             | 2001.08  | －                | 2022.04  | 側引戸窓アルミ枠支持（4・5号車を除く） 4号車貫通扉窓Hゴム支持                       |
| 2009編成 | 6両  | 1次車               | シングルアーム | 幕式        | ●             | 2003.10  | ○                 | 2015.10  |                                                                                     |
| 2011編成 | 6両  | 1次車               | シングルアーム | 幕式        | ○             | 1996.04  | －                | 2016.11  | 側引戸窓アルミ枠支持                                                                |
| 2013編成 | 6両  | 1次車               | シングルアーム | 幕式        | ○             | 1999.01  | －                | 2015.11  |                                                                                     |
| 2015編成 | 6両  | 2次車               | シングルアーム | 幕式        | ○             | 1996.07  | －                | 2017.03  | 側引戸窓アルミ枠支持                                                                |
| 2019編成 | 6両  | 2次車               | シングルアーム | 3C-LED      | △             | 1999.09  | －                | 2017.03  |                                                                                     |
| 2021編成 | 6両  | 2次車               | シングルアーム | 3C-LED      | △             | 1999.12  | －                | 2019.03  |                                                                                     |
| 2023編成 | 6両  | 2次車               | シングルアーム | 3C-LED      | ●             | 2004.07  | ○                 | 2015.10  | 田無事故により5・6号車を2017編成と振替                                              |
| 2025編成 | 6両  | 2次車               | シングルアーム | 幕式        | △             | 1998.10  | －                | 2015.12  | 5・6号車は側引戸窓アルミ枠支持                                                      |
| 2027編成 | 6両  | 2次車               | シングルアーム | 3C-LED      | ●             | 2003.07  | ○                 | 2022.10  |                                                                                     |
| 2029編成 | 6両  | 2次車               | シングルアーム | 幕式        | △             | 1998.03  | －                | 2015.12  | 側扉窓複層ガラス                                                                    |
| 2031編成 | 6両  | 5次車               | シングルアーム | FC-LED      | ◎             | 2006.01  | ○                 | 2023.10  | それぞれ同編成としては2代目 2031編成は東洋BLMG・交流CP装備 2033編成は日立製BLMG装備 |
| 2033編成 | 6両  | 5次車               | シングルアーム | FC-LED      | ◎             | 2007.01  | ○                 | 2022.08  | それぞれ同編成としては2代目 2031編成は東洋BLMG・交流CP装備 2033編成は日立製BLMG装備 |
| 2401編成 | 2両  | 4次車               | シングルアーム | 幕式        | ●             | 2005.03  | ○                 | 2022.02  | つり革増設試験編成（枕木方向）                                                      |
| 2403編成 | 2両  | 4次車               | シングルアーム | 幕式        | ●             | 2004.08  | ○                 | 2023.03  | つり革増設試験編成（線路方向）                                                      |
| 2405編成 | 2両  | 4次車               | シングルアーム | FC-LED      | ●             | 2004.06  | ○                 | 2022.12  |                                                                                     |
| 2407編成 | 2両  | 4次車               | シングルアーム | 幕式        | ●             | 2005.01  | ○                 | 2021.10  |                                                                                     |
| 2409編成 | 2両  | Mc：4次車 Tc：3次車 | シングルアーム | FC-LED      | ●             | 2004.10  | ○                 | 2024.01  |                                                                                     |
| 2411編成 | 2両  | Mc：4次車 Tc：3次車 | シングルアーム | 幕式        | ●             | 2004.03  | ○                 | 2021.11  |                                                                                     |
| 2413編成 | 2両  | Mc：4次車 Tc：3次車 | シングルアーム | 3C-LED      | ●             | 2003.12  | ○                 | 2022.06  |                                                                                     |
| 2417編成 | 2両  | 5次車               | シングルアーム | FC-LED      | ◎             | 2006.11  | ○                 |          |                                                                                     |
| 2419編成 | 2両  | 5次車               | シングルアーム | FC-LED      | ◎             | 2007.03  | ○                 |          |                                                                                     |

※組替えにより全車両が他編成へ編入された初代2031編成・初代2033編成、田無事故により廃車となった2017編成・2415編成は省略
凡例
車内設備更新
- △：スタンションポールなし/車椅子スペースなし
- ○：スタンションポール有/車椅子スペースなし
- ●：スタンションポール有/車椅子スペース有
- ◎：大規模更新車

注釈
1. ↑  元6両編成。4・5号車として初代2031・2033編成の中間車を組み込み。
2. ↑  4・5号車のみ3次車
3. ↑  8両編成は、母線配管を引通すことでパンタグラフを1両あたり1基に削減している。2001・2005編成は初期施工（妻面高圧配管4本・M3車パンタ撤去部不要機器残存）
4. 1 2 3  座席モケット区分模様なし
5. 1 2 3 4 5  カーテン未更新
6. ↑  3次車は本来金属抑え
7. ↑  2009・2023・2027編成は電磁カギ外し
8. 1 2 3 4  走行中の側面表示消灯機能あり
9. ↑  うち2409 - 2415編成はクモハのみ新造、クハは初代2031・2033編成より転用。
10. ↑  電磁カギ外し
11. 1 2 3  廃車直前にFC-LEDより交換

## 新2000系
老朽化した411・701系の置き換えのため1988年（昭和63年）に登場した。内外装に大きな変更が加えられており、1993年（平成5年）3月までに314両が製造された。新101系・3000系に続いて東急車輛製造と西武所沢車両工場で製造されたが、本系列では初期車のみならず大部分が東急車輛での製造となり、所沢工場製の車両は314両中の84両に留まる。

### 車両の特徴
車体は普通鋼を基本としながら腐食対策を強化し、外板（屋根板、側板・妻板など）には高耐候性鋼板を使用、側構体・妻構体と台枠の接合部は突き合わせ連続溶接構造とした。腐食のおそれが高い雨樋、床板にはステンレス材を使用した。乗客の体位向上に合わせ、側出入口高さを50 mm高くした1,850 mmに拡大、妻面の貫通路も高さを1,830 mmに拡大・統一した。また床面高さは1,180 mmとして従来より10 mm低下させている。さらに後述する後期形ではこれまで各車飯能・西武新宿寄りのみであった貫通扉が全ての妻面に設置された。
前面は主に窓周りのデザインが一新された。ガラスを傾斜のない1枚窓とし、窓および種別・行先表示器の周りが黒く縁取られ、あわせて手すり類の配置・形状も変更されている。さらに一部編成においては試験的に運転士側のワイパーを空気式から電動式とした。また下部に着雪対策を目的に排障器（スカート）を装着した。乗務員室内においてはこれまでの仕切扉に加え、車掌台脇にも仕切扉を設けることで完全な通路としての貫通路を構成できる形とし、通路に接する塗装面や化粧板は客室と同じアイボリー系としている。さらに東急製の車両では車掌側の仕切扉付近に貫通路取付用の非常用はしご（棒状に折り畳み）を設けた。
側面は側窓を一枚下降窓として天地寸法を従来の870 mmから950 mmへ拡大、戸袋窓も設けられて窓面積が大きく拡大した。また当初より側面に行先表示器が設けられており、これは側灯とともに旧2000系より設置位置が高くなっている。雨樋端部にカバーが設けられているのも旧2000系との違いである。
車内は天井高さを従来より10 mm高い2,245 mmに向上させ、化粧板はアイボリー色（天井は淡いクリーム色）の「ミラノクロス」模様、床敷物は淡い茶色、座席の色はローズマダー（赤金色）に一新した。また鴨居部のカバーをアルミ地から化粧板張りに変更している。空調周りの構造は3000系と同一とした。座席は座り心地と耐久性の向上を図ったものとし、座席の奥行を570 mmに拡大、また3000系に続いて座面高さを420 mmにするとともに背ずりと座面で分割位置を分けた構造とした。加えて座席横の袖枠は3000系をベースにパイプをT字状のものから横方向2本へ変更、上段が外側へ膨れる形状（下段も若干の傾斜）として居住性の改善を図っている。また座席裾部の傾斜角が小さくなるなど断面形状も変更されている。なお80年代の3扉車では背ずりと座面の間にFRP成形品を入れたタイプが使用されたが、本系列では採用されなかった。このほかドアエンジンを低騒音のものへ変更した。
編成構成について、新たに設定された4両編成ではクモハ奇数車とその隣のモハ偶数車がユニットを組み、続けてモハ奇数車とクハ偶数車が連なる形となった。4両編成において1C8Mのクモハと1C4Mのモハが新たに誕生した一方で、2両編成のクモハ-クハとする編成構成は台車の準備を含め従来通りである。また8両編成については前述の通り旧2000系と中間車の百位の付番が異なるほか、所沢製の車両では従来通り4両（Tc1-M1-M2-Tc2）で落成した後、追って中間車4両が落成し組み込まれる手法が引き継がれている。
機器面では5次車と大きく変わらないが、パンタグラフが東洋電機製造製PT4320S-A-Mに変更されたほか、空気圧縮機 (CP)がHB2000からHS20Kに変更されている。主回路機器も僅かに変更があり、断流器と界磁チョッパ装置が変更され、主制御器の形式もサフィックスが異なる。また4両編成のモハでは大型のBFが用いられ母線配管も2本となり、屋上の機器配置が他車と異なっている。増備途中での変更として、補助電源装置は東急製の8次車において流用品（MG-117系）を使用しているほか、9次車以降の6・8両編成は静止形インバータ (SIV)に変更、三菱電機製で容量150kVAのNC-FAT150系が搭載されている。空気圧縮機も8次車東急製ではHB2000を流用、9次車以降は交流駆動のHS20-4へと変更された。なおBFは全て日立製である。
2・4・6・8両と多彩なバリエーションで製造されており、番号は旧2000系と分けるように2両編成は2450番台、4両編成は2500番台、6・8両編成は2050番台、このうち57番以降が8両編成といった形で割り当てられていたが、6・8両編成については増備による番号枯渇を回避するため、45から54が6両編成、55以降が8両編成といった形に変化している。このときの時系列としては、6両編成は1988年度に2051 - 2055の3編成が製造されたのち、1990年度に2047・2049編成が製造された。そして1991年（平成3年）9月に2055編成が各車の番号を10減らす形で2045編成に変更されている。8両編成は初代2055編成に続く形で2057編成から登場、1992年度にかけて2097編成までが概ね番号順に製造され、続けて年度内に2055編成（2代目）が落成。この為2055編成が2000系の最終編成となっている。

### 分類
編成数が多く、製造所や竣工時期による形態差が多岐にわたる。中でもわかりやすい側面ドア付近の形状から、前期形・中期形・後期形の3種に大きく分けることができる。
製造区分を下表に示す。なお車両番号は竣工時のものとし、順序は各グループごとにまとめた。
| 竣工時期              | 2両編成     | 4両編成     | 6両編成     | 8両編成     | 製造所 | 区分   | 区分   |
| --------------------- | ----------- | ----------- | ----------- | ----------- | ------ | ------ | ------ |
| 1988年3月 - 5月       | 2451        | 2501 - 2507 | 2051        |             | 東急   | 6次車  | 前期形 |
| 1988年5月 - 6月       |             | 2509 - 2519 |             |             | 東急   | 7次車  | 前期形 |
| 1988年9月 - 1989年5月 |             |             | 2053・ 2055 | 2057        | 所沢   | 7次車  | 前期形 |
| 1988年10月 - 11月     | 2453        | 2521 - 2529 |             |             | 東急   | 7次車  | 前期形 |
| 1989年8月 - 1990年3月 |             |             |             | 2059・ 2061 | 所沢   | 8次車  | 中期形 |
| 1989年9月 - 1990年3月 |             | 2531 - 2545 |             | 2063        | 東急   | 8次車  | 中期形 |
| 1990年7月 - 1991年3月 |             |             |             | 2065・ 2067 | 所沢   | 9次車  | 中期形 |
| 1990年9月 - 1991年2月 | 2455 - 2465 |             | 2047・ 2049 | 2069・ 2071 | 東急   | 9次車  | 後期形 |
| 1991年7月 - 1992年3月 |             |             |             | 2073・ 2075 | 所沢   | 10次車 | 後期形 |
| 1991年6月 - 11月      |             |             |             | 2077 - 2085 | 東急   | 10次車 | 後期形 |
| 1992年5月 - 7月       |             |             |             | 2087 - 2095 | 東急   | 11次車 | 後期形 |
| 1992年6月 - 1993年3月 |             |             |             | 2097・ 2055 | 所沢   | 11次車 | 後期形 |

#### 前期形

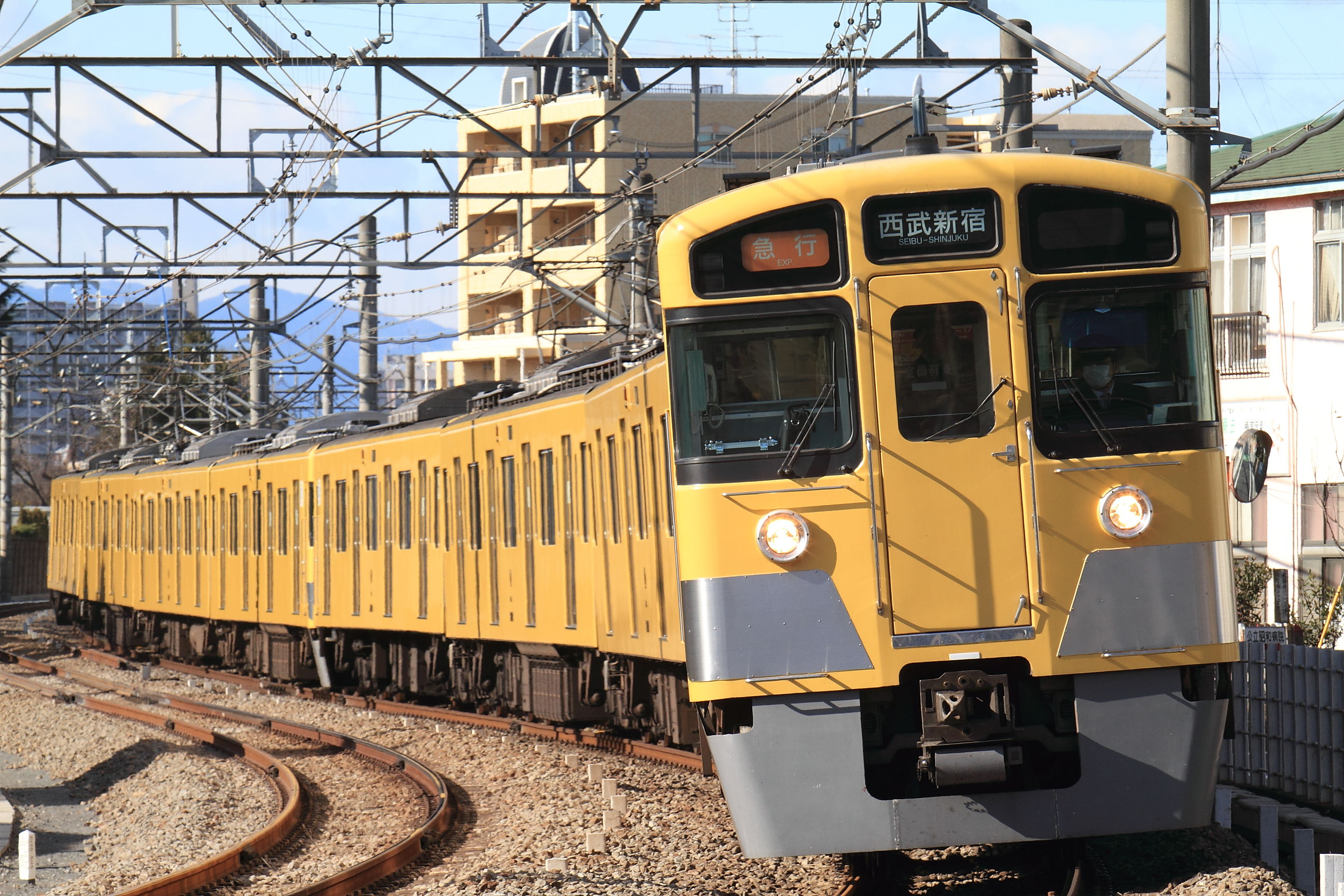
前期型のうち初期の車両は前面貫通扉の窓が小さい

6次車と7次車にあたり、2両編成の2451・2453編成、4両編成の2501 - 2529編成、6両編成の2051 - 2053編成と初代2055編成 (後の2045編成)、8両編成の2057編成が該当。
新2000系の中では側扉窓が若干低く、また戸袋窓が小さいことが特徴である。先頭部の連結器が大型のCSD82となっているのも新2000系では前期形のみ。さらに初期の2グループ（6・7次車東急製、2451編成・2501 - 2519編成・2051編成）は前面の貫通扉の窓が小さい特徴を有する。以降の編成は窓の下辺を左右の黒塗装に合わせて低下させており、あわせて直下の開戸錠の位置も低下した。
車内について、当初は4両編成のクハにも主電動機点検蓋の枠があったが、7次車より省略された。また7次車東急製後期のグループでは側引戸の鴨居部が変更されており、鴨居カバーが僅かに上へ拡大されて上方の広告枠レールとの隙間がなくなった。あわせて鴨居部の広告枠も若干上に移動している。車外では7次車所沢製のみ冷房装置がCU72Dとなっており、後の8次車（中期形）以降で本格採用された。この冷房装置については2053・2055編成分のみ肩部のメッシュがパンチ穴であった。
また、スカートについては多くの編成が装着していない状態で登場した。これは両側にホームがある場合に手歯止の着脱ができなくなるためで、最初の2501編成はすぐに取外しを行い、以降年内の竣工分は全てスカートなしとなっている。後に地上設備が改良され、翌1989年に落成した初代2055編成よりスカート付きで登場。他の編成にも順次取付が行われた。
1987年度から1989年度までに落成、4両編成のうち2507までの4編成は旧2000系の2419編成よりも先に落成している。

#### 中期形
8次車と9次車の一部にあたり、4両編成と8両編成のみが存在。それぞれ2531 - 2545編成と2059 - 2067編成が該当。
側扉窓・戸袋窓ともに前期形より拡大されており、特に側扉窓が角ばっているのが特徴である。
中期形では先頭部の連結器がCSD90に変更、また後部標識灯のレンズが透明に変更されたほか、車内ではつり革がドア付近枕木方向に増強された。このほかさらに一部編成で試験的に電動ワイパーが採用されている。細部では2059編成を除いて側引戸の右上に忍び錠の準備が行われるようになっており、これは複数の形態が存在する。
8次車東急製のグループではさらに変更があり、貫通扉のワイパーが1本アームに変更されているほか、同グループのみ補機類に701系等の廃車発生品が流用され、補助電源装置は三菱製の直流MG (150 kVA)、CPはHB2000といった旧2000系相当の装備となっている。加えて2531 - 2541編成と2543・2545・2063編成の竣工時期は半年ほど離れており、後者からは運転台の足元に壁が設けられた。
9次車では、補助電源装置が静止形インバータ (SIV)に、CPが交流駆動にそれぞれ変更された（SIV化は6・8両編成のみ）。また運転台中央部の10点表示灯が黒色を基調としたLED式に変更、電動ワイパーも本格採用されている。
1989年度から1990年度に落成。

#### 後期形

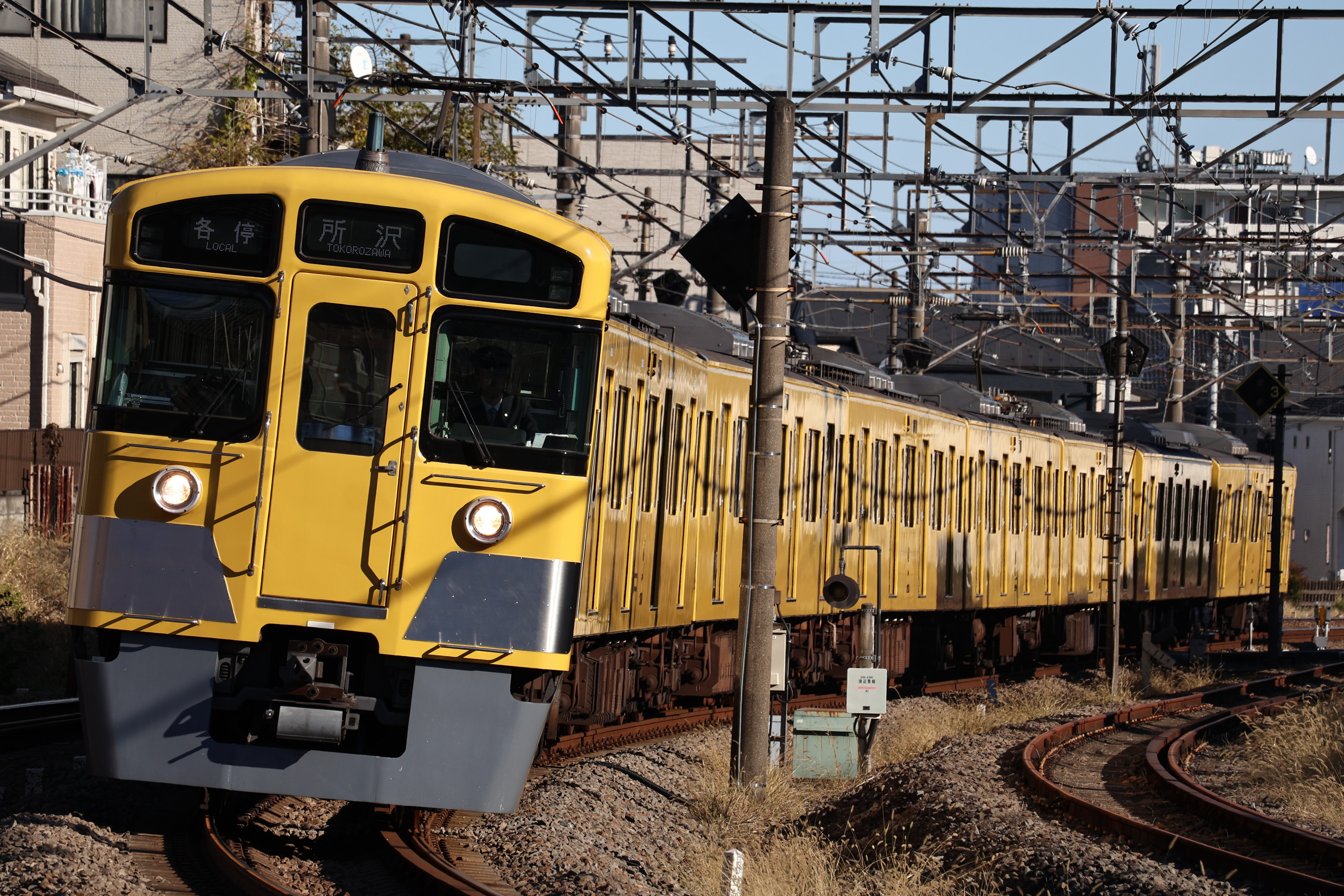
後期形の2073編成

9次車の一部と10・11次車にあたる。2両編成の2455 - 2465編成、6両編成の2047・2049編成、8両編成の2069 - 2097編成と2代目2055編成が該当。4両編成は存在しない。
側扉窓は前期形と同寸（位置は25 mm高い）、戸袋窓は中期形と同寸となり、両者で天地寸法が異なることが特徴。また貫通扉が全ての妻面に設置された。これらは6000系や9000系にも引き継がれており、標準的な設計といえる。
細部ではドアエンジンが鴨居取付のDP45STUに変更され、開閉時の音が変わっただけでなく鴨居カバーが上へ大きく拡大（直上の広告枠も移動）するとともに手前にも張り出し、これに合わせるように側面の肩部も荷棚とともに手前側へ若干張り出す形となった。また貫通扉窓が線入りガラスになり、同時に抑え金具が変更されている。さらに乗務員室にも変更があり、天井部に運転室と貫通路とを分ける形で仕切りが設けられた。車外ではドア下のバタつき防止金具が中央だけでなく左右にも設置されている。
2・6両編成の製造を終えてから8両編成の製造に移行しており、8両編成ではAM/FMのラジオ中継装置が装備された。これによってTc2の屋根上に受信用アンテナが設置されたほか、各車飯能・西武新宿方の客室内連結妻上部も少し張り出す形となった。このほか側引戸の忍び錠（準備）も2・6両と8両とで形態が異なる。
所沢製の11次車となる2097・2055編成では一部に6000系の仕様が取り入れられ、屋根上の通風器がステンレス製無塗装に、また運転台の日除けが大型化されるなどの違いがみられる。さらに2097編成のモハ2197・モハ2198のユニットは、GTOサイリスタ素子によるVVVFインバータ制御（三菱電機製）とされた。
1990年度から1992年度に落成した。

### 運用
1988年から導入され、1990年の2065編成を皮切りに池袋線系統にも投入された。1992年度末までに合計314両が投入されており、西武線内のほぼ全ての線区で運用されるようになった。
配置数の多い新宿線系では、新旧の2000系が2・4・6・8両を組み合わせて4・6・8・10両編成で運行される。以前は萩山駅などでの分割・併合が存在したが、2013年3月16日のダイヤ改正をもって終了した。
なお4両編成は新2000系のみの存在であるため、西武園線の運用は基本的に新2000系が用いられる。なお、同じく4両編成で運転される多摩湖線については全区間がワンマン化されているため基本的に充当されないが、ワンマン車の不足時には車掌乗務の上で運用に就くことがある。
池袋線系での運用については、抑速ブレーキを装備しないことや回生ブレーキの特性による問題点から、飯能 - 西武秩父間での運転は避けられていたが、2007年12月2日に吾野変電所および正丸変電所に環境配慮型蓄電装置が導入されたことでその問題は解決され、2010年3月のダイヤ改正からは定期列車としての運用もこなしている。
なお池袋線系は現在8両編成のみが在籍している。2023年までは2両編成も存在したほか、2010年から2021年の間は支線区向けに4両編成も在籍していたが、新車の導入や運用の変更、101系の転用などによりいずれも新宿線へ転出した。

### 導入後の変遷

#### リニューアル工事

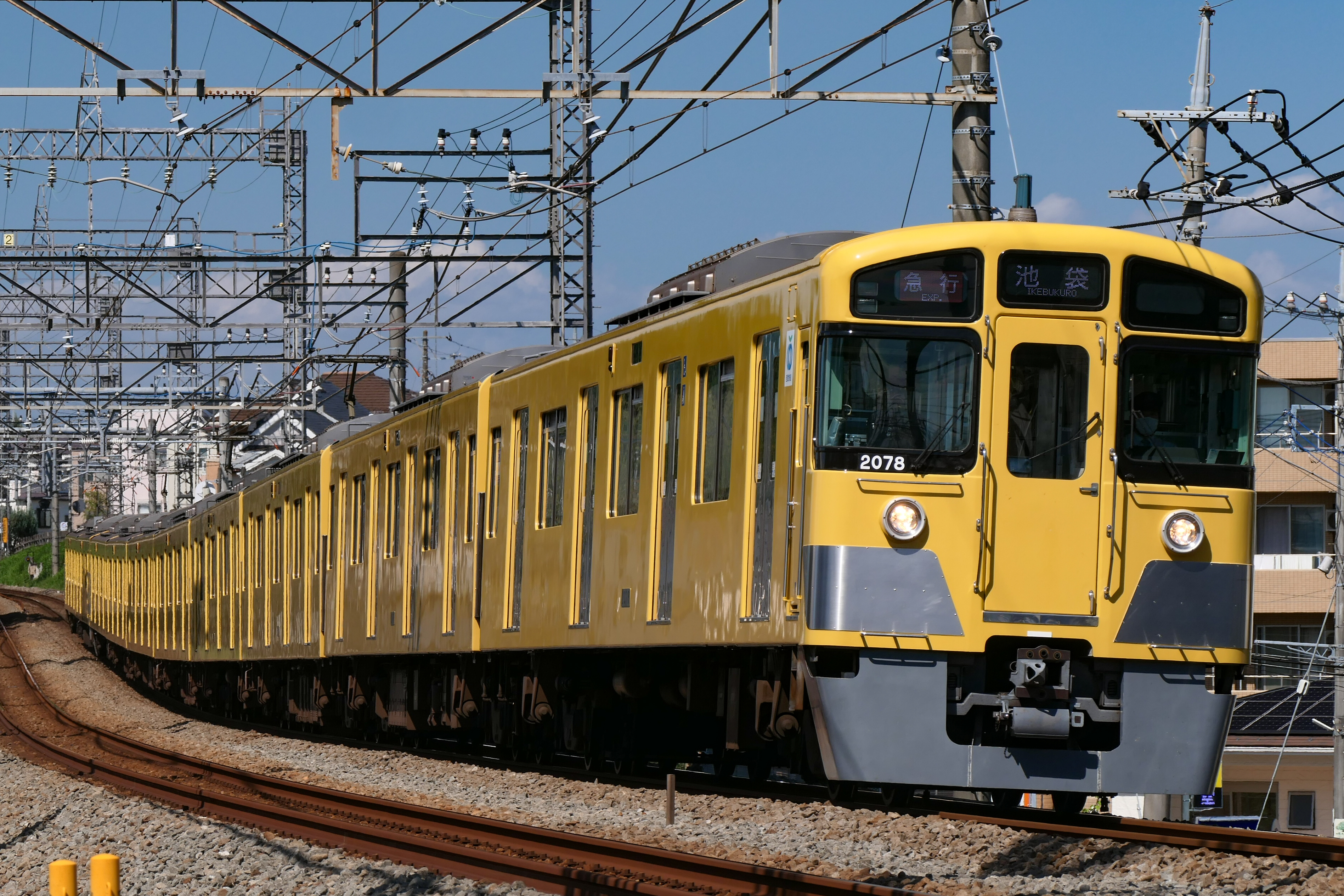
リニューアル工事を受けた2077編成

車齢が20年を迎え、一部編成は東急車輛製造にて車内のリニューアルとバリアフリー化、車体劣化部の補修などの改造工事が行われた。9000系のVVVF化に続き、甲種輸送での入出場となっている。
2007年度から2011年度にかけて後期形車両10編成（6両1本、8両9本）に実施されている。名目については各所で「バリアフリー化」と「リニューアル」とが混在しており、また施工した車両については単に「更新車」とも呼ばれる。施工内容については前年度まで実施していた旧2000系の車体更新や、これらと並行して実施している101系ワンマン車の更新工事と共通するものが多く、また一部の仕様は同年度デビューの30000系から水平展開されている。
外観・車体
戸袋窓を撤去し完全に埋め込んだほか、車両番号の表記を変更。前面の車掌台側窓下部にプレートを新設し、側面もプレート式に変更した。またパンタグラフをシングルアーム化するとともにカギ外し装置を電磁式とした。これらの変更により印象が大きく変わっている。なお8両編成はいずれもパンタグラフ削減後に本工事を施工している。
また各中間車の前位側の妻窓（2047編成はこれに加えて両先頭車の妻窓）が固定化された。
このほか最初の2編成では転落防止放送装置が備えられ、Tc2のスカートにスピーカーが設置された。
車外の種別・行先表示器について、最初に入場した4編成はフルカラーLED化を実施した。以降の編成は3色LEDのままで出場したが、後年になって全編成がフルカラーLEDに交換されている。
2055編成についてはステンレス製無塗装の通風器を搭載し製造されたが、本工事に際して灰色に塗装された。
内装
化粧板を全面的に交換し、カーテンや遮光板と共に色彩の明るいものへ変更した（5次車同等品）。床敷物は30000系に準じたゴム床材とし、通路部とその他を灰色と黒色で色分けした上でドア付近は視認性に優れる黄色としている。このゴム床材は素材自体が滑りにくいことや万が一の火災発生時に有毒ガスの発生がしないという安全性が高いものである。天井の冷房吹き出し口は結露防止のためアルミ材から不燃性FRPのものに交換した。また、戸袋窓を撤去した箇所には広告枠を新設した。
座席はバケットシートとし、大型の袖仕切りとスタンションポールを設置した。座席の表地には一般座席を青系統、優先席は紫系統の不燃性モケットを採用、いずれも101系や5次車と同様のデザインである。30000系に続いてクッション素材にSばねを採用することで座り心地の向上も図っている。スタンションポールは座席端の他に7人掛け座席と優先席に各1本設置、通路側に弧を描いた形状として握りやすいものとしている。優先席付近ではスタンションポールを黄色の滑り止めタイプとしたほか、つり革を100mm下げることで使いやすさの向上を図っている。
側引戸の鴨居部は後述の案内機器取付のためカバー形状を大きく変更。当初は化粧板が張られたものであったが、2055編成よりFRP製となった。
先頭車には車椅子スペースを新設した。直近の非常通報器をここに移設したほか、安全手すりを設置し、窓を固定化している。設置位置は5次車に準じる。
また各車後位側の車端部座席脇には消火器を格納した。中間車は従来床下にあったものを移設、先頭車は新たに設置したものである。
さらに2010年に施工された2071編成からは車内の車両番号や製造所や各種注意の表記がプレートからステッカーに変更されている。
なお、床材については後に難燃性基準を満たしていないことが発覚、2010年に発表された。このことから2079編成は本来黒色の部分も灰色で張られている。それ以前に施工した6編成は交換対応となった。
機器類・乗務員室
案内系の指令器を更新し扉開閉案内装置、LED式の車内案内表示器、自動放送装置を設置した。両先頭車に指令器とタッチパネル式の設定器が設置されたほか、客室内各ドアの鴨居部に扉開閉案内の表示器が全ての箇所に、車内表示器は千鳥配置でそれぞれ新設された。さらに側面の表示器を走行中・留置中に消灯する機能が追加されている。
また非常通報装置を対話式に更新、各車の通報器を更新するとともに車掌台右に受報器を設置。このほか乗務員室内の運転士マイクや放送増幅器、日除けが更新・変更された。
さらに空調装置も更新され、空調制御器はマイコン制御式とし、除湿運転機能と冬季の急速暖房のために予備暖房機能が追加された。冷房装置は冷媒に代替フロンを使用したCU721形に更新している。
各編成の入出場時期を下表に示す。
| 編成     | 入場年月 | 出場年月 | 備考                                             |
| -------- | -------- | -------- | ------------------------------------------------ |
| 2047編成 | 2007.12  | 2008.03  | 唯一の6両編成                                    |
| 2081編成 | 2008.05  | 2008.09  |                                                  |
| 2055編成 | 2008.09  | 2008.12  | この編成より鴨居カバー変更、転落防止放送装置省略 |
| 2093編成 | 2008.12  | 2009.03  |                                                  |
| 2077編成 | 2009.07  | 2009.12  |                                                  |
| 2071編成 | 2010.05  | 2010.07  | この編成より表記類ステッカー化                   |
| 2079編成 | 2010.08  | 2010.11  | この編成のみ床配色違い                           |
| 2091編成 | 2010.11  | 2011.03  |                                                  |
| 2069編成 | 2011.04  | 2011.08  |                                                  |
| 2075編成 | 2011.08  | 2011.12  |                                                  |

#### その他の改造
4両編成のクモハ2401形（2500番台奇数車）はパンタグラフを2個装備していたが、後に全編成撤去され、編成中のクモハ2401形-モハ2101形（2500番台偶数車）のユニットはモハ2101形（2600番台奇数車）から受電する方式に変更された。これにいついては製造時より主回路配管を引き通す形で準備がなされていた。2012年以降、2463編成を皮切りに屋根上のベンチレータ撤去工事が行われ、2020年3月に最後までベンチレータの撤去が行われていなかった2545編成が撤去工事を受けたことで、現存しているすべての編成に施工が完了した。なお、2531・2533編成は、行先・種別表示器のLED化とクモハ2401形のパンタグラフ跡完全撤去、2515・2535・2541編成はクモハ2401形のパンタグラフ跡完全撤去も併せて行われた。2533編成は施工後しばらく新宿線に在籍したが、2531編成の工事完了と同時に新101系の代替を目的として池袋線へ転出した。また旧2000系の更新工事と前後して当形式にも長時間停車時の車内保温対策として3/4ドアカット機構が追加されている。
2002年から8両編成でパンタグラフの削減（モハ2101形奇数車の池袋・本川越寄りを撤去、2063編成を除く）と行先・種別表示器のLED化が実施されている。なお、中期車の8両編成は2006年3月の2059編成を皮切りに2063編成を除く4本に、前期車の8両編成である2057編成も2059編成とほぼ同時期に施工されている。
2003年度から前期車と中期車の4両編成車は空気圧縮機をスクリュー式又はスクロール式に、電動発電機を静止形インバータに換装されたがスクリュー式に換装された編成は2018年頃より順次レシプロ式に再換装されている。
2003年から2004年にかけて転落防止外幌が全車の連結面に装備された。2005年度からはドア付近へのつり革増設が実施されている。
2007年2月に検査出場した2505編成では、各部の改良が行なわれた。この工事の内容は、つり手増設工事の他、スタンションポールの設置・ドア付近の床への警戒色の追加・非常通報装置の交換・消火器の床下→室内への移設・優先席部分のつり革の低位置化・本川越方先頭車スカートへの連結面注意放送用スピーカーの設置などで、2007年度には2507編成・2509編成にも施工された。以降、検査時期にあわせて順次施工されているが、編成や施工時期により若干差がある。
2008年3月には、2045編成の行先・種別表示器がフルカラーLED式に交換された。この工事は、後述する東急車輛でのリニューアル施工車のほか、他編成でも波及している。
なお、2008年4月頃から2008年6月14日のダイヤ改正に備えて幕式・LED式両方に種別・行先にローマ字表記を追加し、各駅停車の種別表示が「普通」から「各停」に変更がされた。
2017年度には9000系の廃車にあたり同車のバケットシートの座席（座面のみ）が本系列に転用された。10月に9106編成と2461・2085編成、3月に9101編成と2463・2089編成でそれぞれ交換が行われている。
2023年からは8両編成リニューアル車の6両編成化が行われ、2077編成が2023年10月、2081編成が2024年2月、2091編成が2024年8月にそれぞれ竣工した。3000系同様に8両で横瀬車両基地へ回送の上で中間車を抜き取り、6両で武蔵丘まで自走しそのまま入場する方式がとられている。なお短縮にあたって目立った変化はなく、パンタグラフの増設も行っていない。

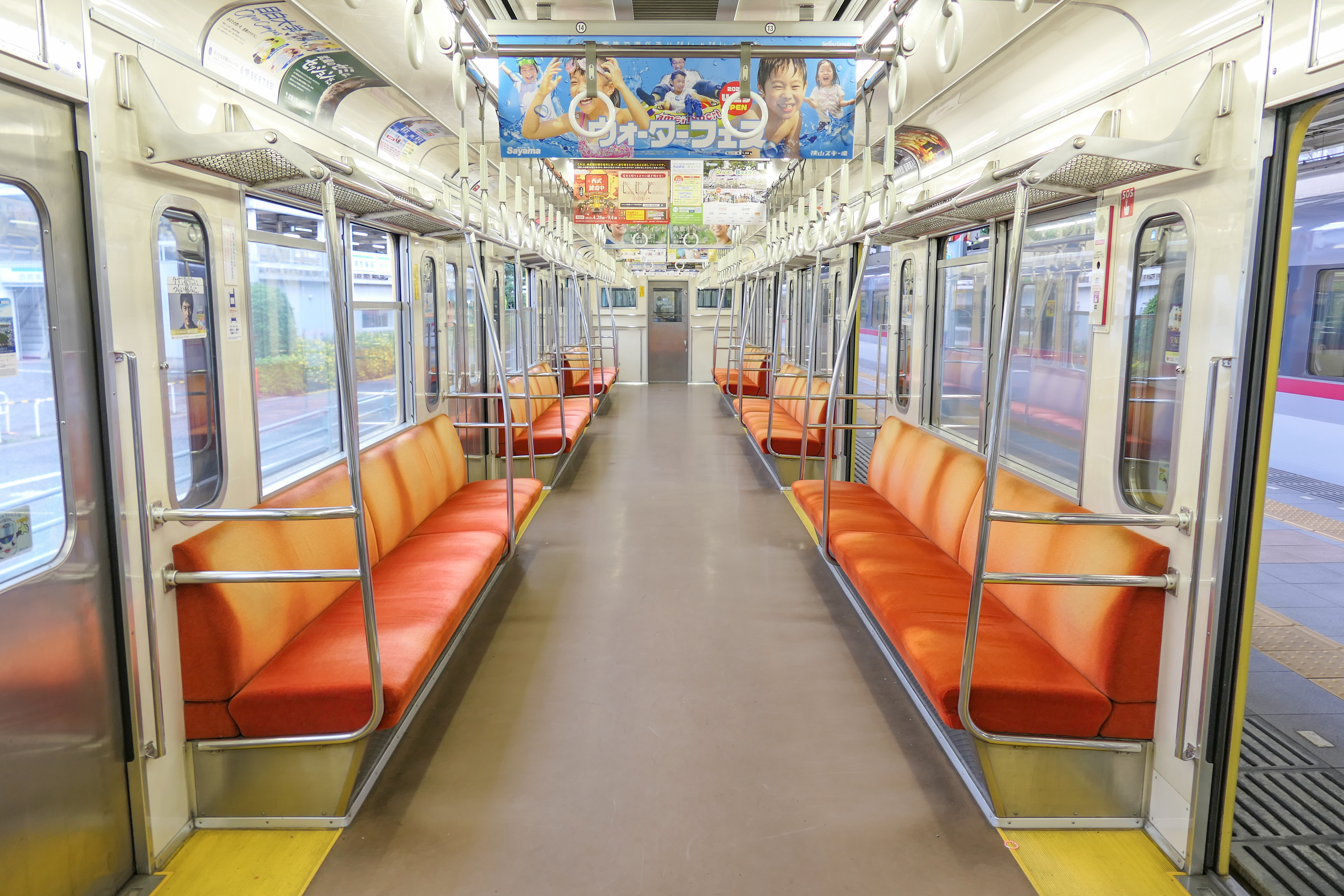
一部改良が施された初期型車両
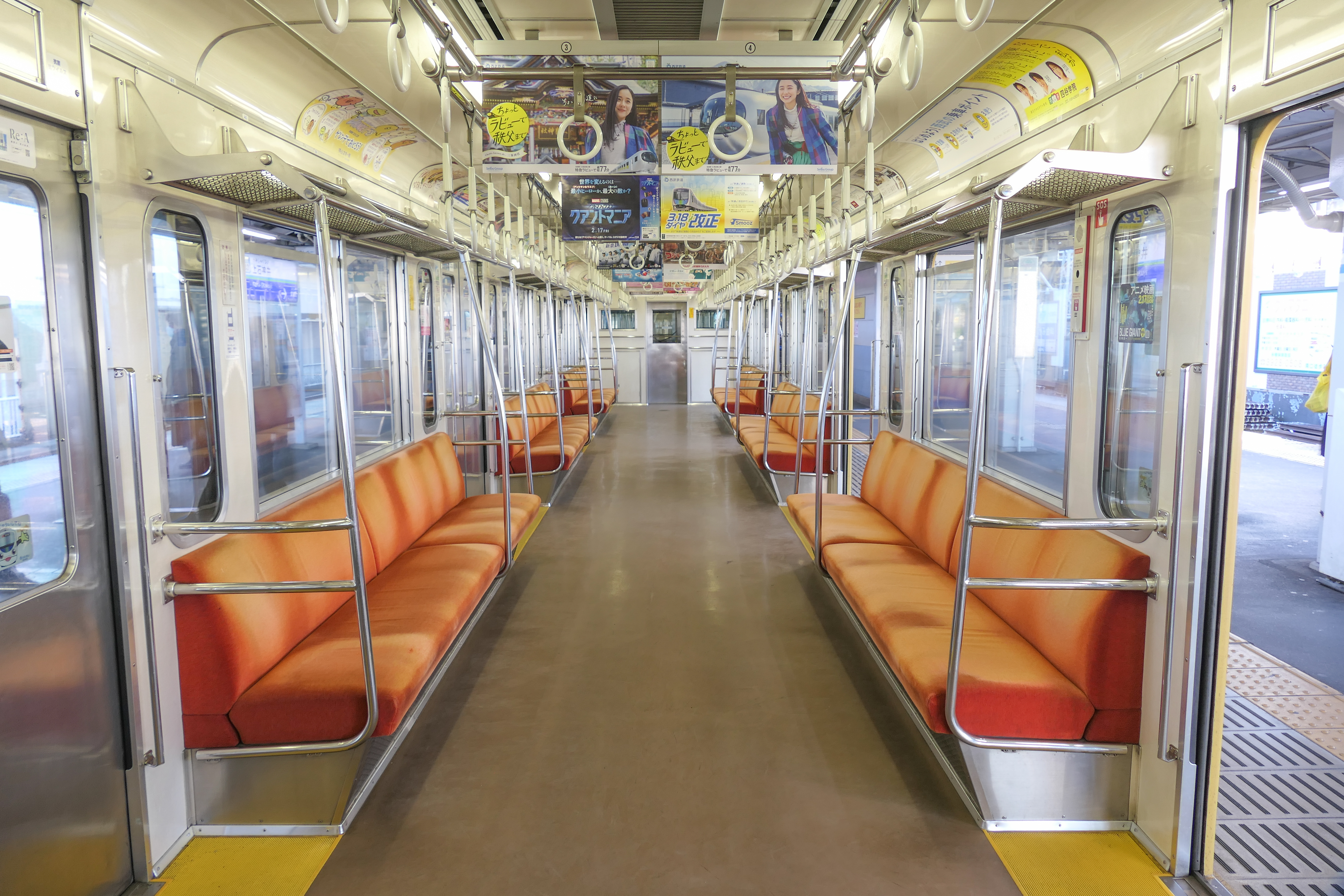
客用扉付近滑り止め付床材の色が黄色となった中期型車両
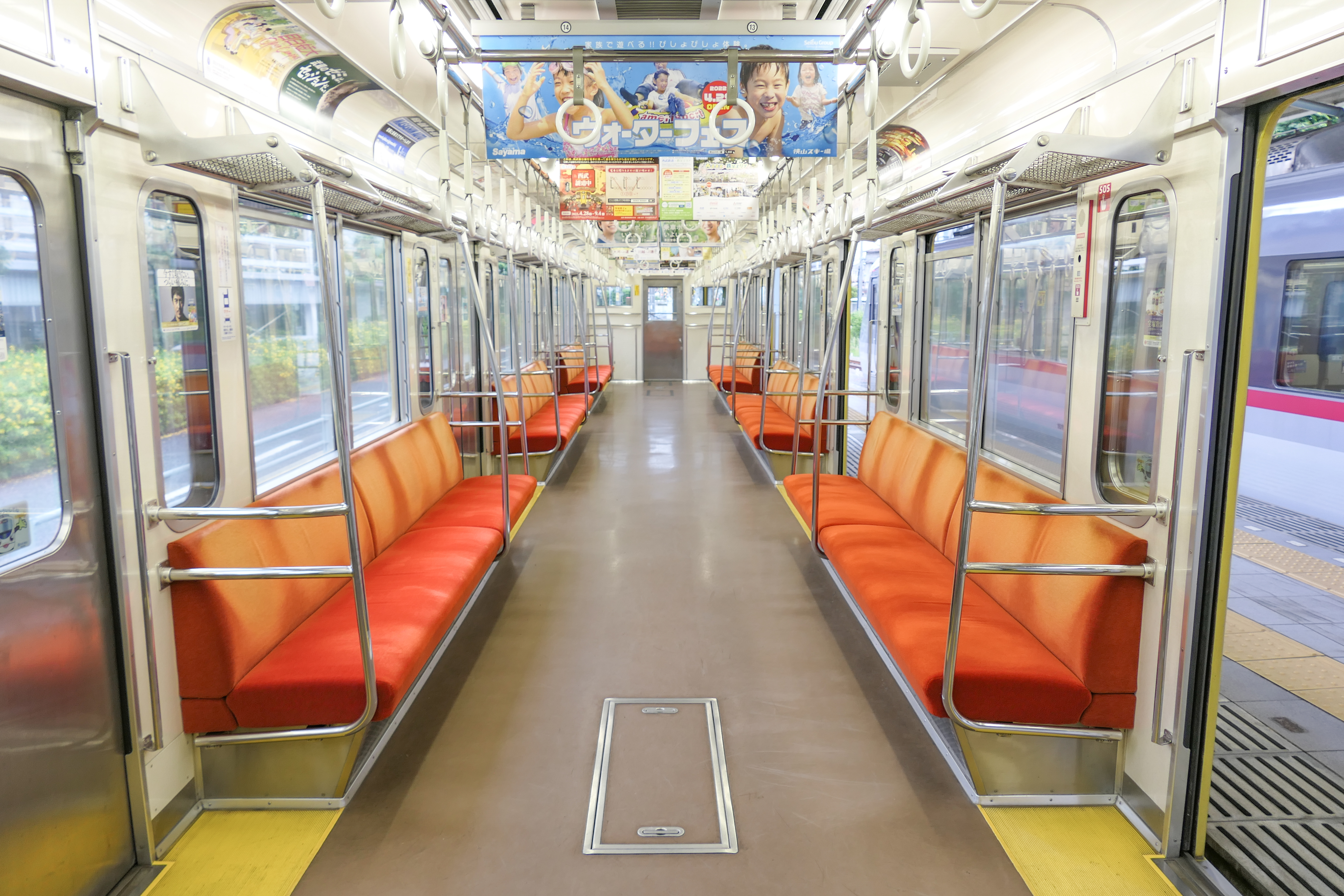
後期型車両の車内
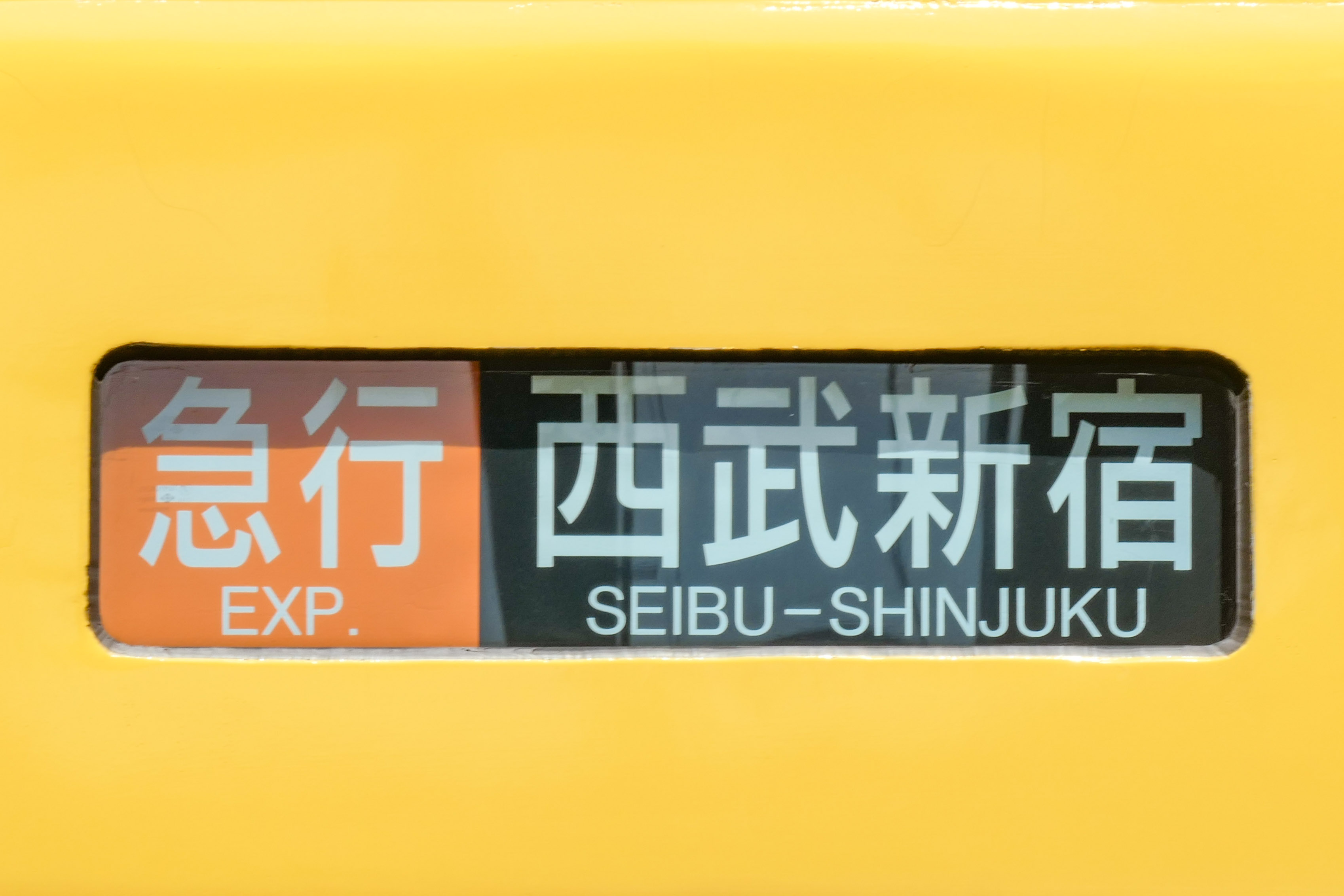
2008年4月頃から現行の方向幕に交換した。
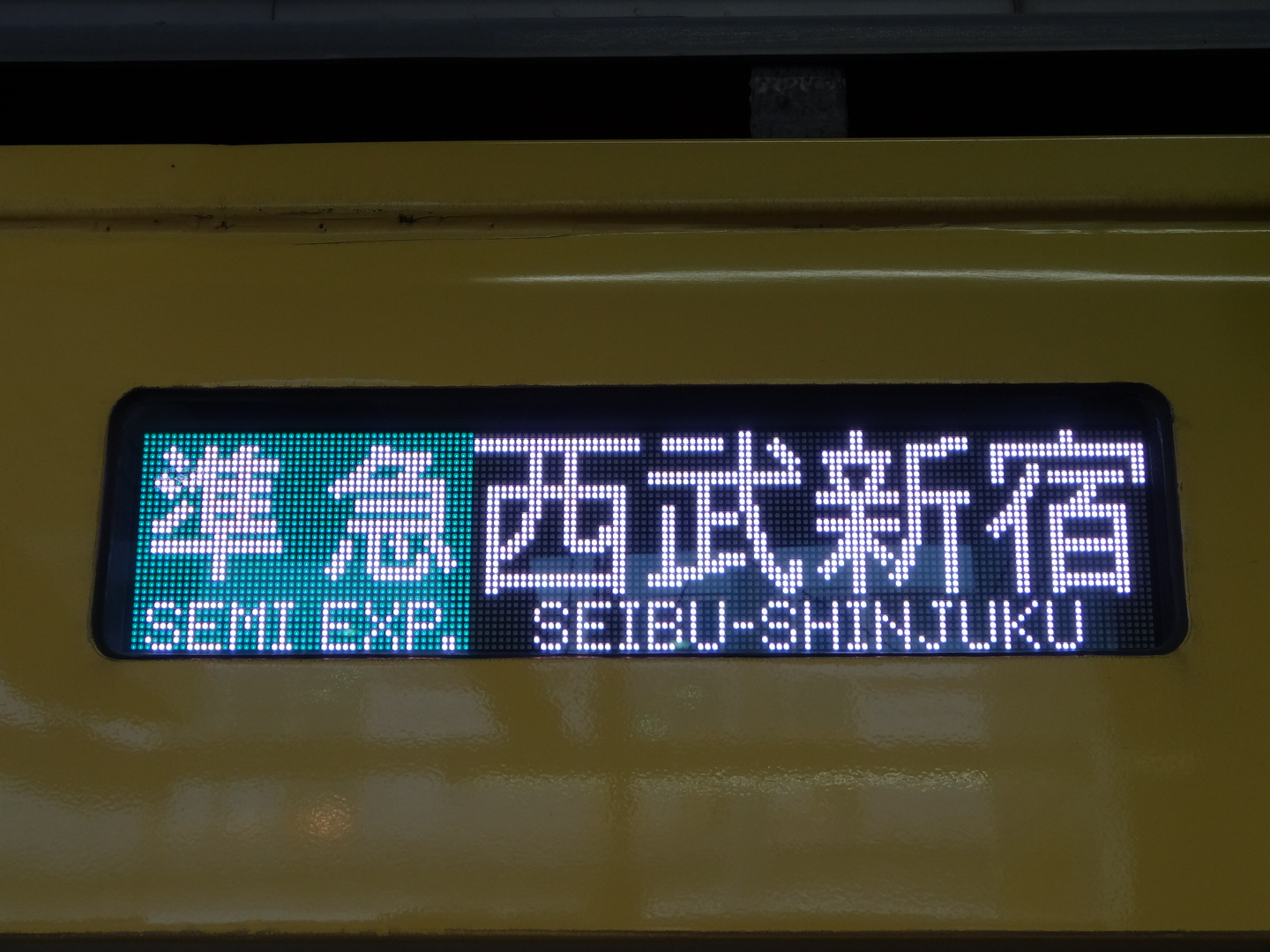
フルカラーLEDの側面表示器

#### 編成表
|          | ← 飯能・豊島園・西武球場前池袋・西武秩父 → ← 西武新宿本川越・拝島・多摩湖（西武園） → |                    |                    |                    |                    |                    |                    |                    |                                                                            |
| 形式     | クハ2001 （Tc1）                                                                      | モハ2101 （M1）    | モハ2101 （M2）    | モハ2101 （M3）    | モハ2101 （M4'）   | モハ2101 （M5）    | モハ2101 （M6）    | クハ2001 （Tc2）   | 備考                                                                       |
| 機器配置 |                                                                                       | CONT               | MG or SIV CP       | CONT               |                    | CONT               | MG or SIV CP       |                    | 備考                                                                       |
| 車両番号 | 2055 （奇数） 2097                                                                    | 2155 （奇数） 2197 | 2156 （偶数） 2198 | 2255 （奇数） 2297 | 2256 （偶数） 2298 | 2355 （奇数） 2397 | 2356 （偶数） 2398 | 2056 （偶数） 2098 | 2055編成は2代目 2077・2081・2091編成は2023年度以降にM3,M4を廃車し6両編成化 |

|          | ← 西武園・東村山(国分寺線)国分寺(国分寺線) → ← 西武新宿本川越・拝島・多摩湖 → |                    |                    |                    |                    |                    |                          |
| 形式     | クハ2001 （Tc1）                                                              | モハ2101 （M1）    | モハ2101 （M2）    | モハ2101 （M3）    | モハ2101 （M4）    | クハ2001 （Tc2）   | 備考                     |
| 機器配置 |                                                                               | CONT               | MG or SIV CP       | CONT               | MG or SIV CP       |                    | 備考                     |
| 車両番号 | 2045 （奇数） 2053                                                            | 2145 （奇数） 2153 | 2146 （偶数） 2154 | 2245 （奇数） 2253 | 2246 （偶数） 2254 | 2046 （偶数） 2054 | 2045編成は元初代2055編成 |
| 車両番号 | 2077 2081 2091                                                                | 2177 2181 2191     | 2178 2182 2192     | 2377 2381 2391     | 2378 2382 2392     | 2078 2082 2092     | 8両編成から短縮          |

|          | ← 飯能・豊島園・西武球場前 ← 西武新宿・国分寺(多摩湖線)・西武園 |                    |                    |                    |
| 形式     | クモハ2401 （Mc'）                                              | モハ2101 （M2'）   | モハ2101 （M3'）   | クハ2001 （Tc'）   |
| 機器配置 | CONT                                                            | MG or SIV CP       | CONT               |                    |
| 車両番号 | 2501 （奇数） 2545                                              | 2502 （偶数） 2546 | 2601 （奇数） 2645 | 2602 （偶数） 2646 |

|          | ← 飯能 ← 西武新宿  |                    |                                    |
| 形式     | クモハ2401 （Mc）  | クハ2401 （Tc）    | 備考                               |
| 機器配置 | CONT               | SIV, CP            | 備考                               |
| 車両番号 | 2451 （奇数） 2465 | 2452 （偶数） 2466 | クハの台車はFS372A（主電動機なし） |

凡例
- CONT：主制御器
- MG：電動発電機
- SIV：静止形インバータ
- CP：空気圧縮機

#### 編成ごとの形態
8両編成
| 編成       | 製造所 | タイプ          | 所属線区 | 集電 装置 | 行先 表示器 | 車内設備 更新 | 更新年月 | 補助電源装置/ 空気圧縮機 | ラジオ 輻射装置 | 廃車年月 (減車年月) | その他・備考                                                     |
| ---------- | ------ | --------------- | -------- | --------- | ----------- | ------------- | -------- | ------------------------ | --------------- | ------------------- | ---------------------------------------------------------------- |
| 2057編成   | 所沢   | 前期形 (7次車)  | (新宿線) | S         | 幕式        | ○             | 2013.07  | 東洋BLMG / レシプロ交流  | －              | 2023.01             |                                                                  |
| 2059編成   | 所沢   | 中期形 (8次車)  | (新宿線) | 菱        | FC-LED      | ●             | 2008.12  | 東洋BLMG / レシプロ交流  | －              | 2022.05             |                                                                  |
| 2061編成   | 所沢   | 中期形 (8次車)  | (新宿線) | S'        | 幕式        | ○             | 2013.11  | 日立BLMG / レシプロ直流  | －              | 2023.02             |                                                                  |
| 2063編成   | 東急   | 中期形 (8次車)  | (池袋線) | 菱        | 幕式        | －            | －       | 三菱MG / レシプロ直流    | －              | 2021.11             |                                                                  |
| 2065編成   | 所沢   | 中期形 (9次車)  | 新宿線   | S         | FC-LED      | ●             | 2010.06  | 三菱SIV / レシプロ交流   | －              |                     | M3車パンタ撤去跡残存                                             |
| 2067編成   | 所沢   | 中期形 (9次車)  | (新宿線) | S'        | FC-LED      | ○             | 2011.04  | 三菱SIV / レシプロ交流   | －              | 2024.03             |                                                                  |
| 2069編成   | 東急   | 後期形 (9次車)  | 池袋線   | S'        | FC-LED      | B             | 2011.08  | 三菱SIV / レシプロ交流   | ○               |                     | 西武鉄道創立110周年記念トレイン                                  |
| 2071編成   | 東急   | 後期形 (9次車)  | 池袋線   | S'        | FC-LED      | B             | 2010.07  | 三菱SIV / レシプロ交流   | ○               |                     |                                                                  |
| 2073編成   | 所沢   | 後期形 (10次車) | 新宿線   | S         | FC-LED      | ○             | 2017.01  | 三菱SIV / レシプロ交流   | ○               |                     |                                                                  |
| 2075編成   | 所沢   | 後期形 (10次車) | 新宿線   | S'        | FC-LED      | B             | 2011.12  | 三菱SIV / レシプロ交流   | ○               |                     | M3車パンタ撤去跡残存                                             |
| (2077編成) | 東急   | 後期形 (10次車) | (池袋線) | S'        | FC-LED      | B             | 2009.12  | 三菱SIV / レシプロ交流   | ○               | (2023.08)           |                                                                  |
| 2079編成   | 東急   | 後期形 (10次車) | 新宿線   | S'        | FC-LED      | B'            | 2010.11  | 三菱SIV / レシプロ交流   | ○               |                     |                                                                  |
| (2081編成) | 東急   | 後期形 (10次車) | (新宿線) | S'        | FC-LED      | B             | 2008.09  | 三菱SIV / レシプロ交流   | ○               | (2023.12)           | 転落防止放送装置有                                               |
| 2083編成   | 東急   | 後期形 (10次車) | (新宿線) | S         | FC-LED      | ○             | 2019.09  | 三菱SIV / レシプロ交流   | ○               | 2025.02             |                                                                  |
| 2085編成   | 東急   | 後期形 (10次車) | 新宿線   | S'        | FC-LED      | ○+            | 2015.07  | 三菱SIV / レシプロ交流   | ○               |                     |                                                                  |
| 2087編成   | 東急   | 後期形 (11次車) | 新宿線   | S         | FC-LED      | ○             | 2015.10  | 三菱SIV / レシプロ交流   | ○               |                     |                                                                  |
| 2089編成   | 東急   | 後期形 (11次車) | 新宿線   | S         | FC-LED      | ○+            | 2016.09  | 三菱SIV / レシプロ交流   | ○               |                     |                                                                  |
| (2091編成) | 東急   | 後期形 (11次車) | (池袋線) | S'        | FC-LED      | B             | 2011.03  | 三菱SIV / レシプロ交流   | ○               | (2024.07)           |                                                                  |
| 2093編成   | 東急   | 後期形 (11次車) | 新宿線   | S'        | FC-LED      | B             | 2009.03  | 三菱SIV / レシプロ交流   | ○               |                     |                                                                  |
| 2095編成   | 東急   | 後期形 (11次車) | (池袋線) | S         | FC-LED      | ○             | 2014.12  | 三菱SIV / レシプロ交流   | ○               | 2025.01             |                                                                  |
| 2097編成   | 所沢   | 後期形 (11次車) | (池袋線) | 菱        | 3C-LED      | －            | －       | 三菱SIV / レシプロ交流   | ○               | 2016.09             | ステンレス製通風器搭載 M1・M2ユニットVVVF制御 2098号車前頭部保存 |
| 2055編成   | 所沢   | 後期形 (11次車) | 新宿線   | S'        | FC-LED      | B             | 2008.12  | 三菱SIV / レシプロ交流   | ○               |                     | 当初はステンレス製通風器搭載                                     |

- カッコ内の編成は6両化済であることを示し、これらの編成については6両化直前の形態を記す。

6両編成
| 編成     | 製造所 | タイプ              | 所属線区 | 集電 装置 | 行先 表示器 | 車内設備 更新 | 更新年月 | 補助電源装置/ 空気圧縮機 | ラジオ 輻射装置 | 廃車年月 | その他・備考           |
| -------- | ------ | ------------------- | -------- | --------- | ----------- | ------------- | -------- | ------------------------ | --------------- | -------- | ---------------------- |
| 2051編成 | 東急   | 前期形 小窓 (6次車) | 新宿線   | S         | 幕式        | △             | 2014.09  | 日立BLMG / レシプロ直流  | －              |          |                        |
| 2053編成 | 所沢   | 前期形 (7次車)      | 新宿線   | 菱形      | FC-LED      | ○             | 2011.07  | 日立BLMG / レシプロ直流  | －              |          |                        |
| 2045編成 | 所沢   | 前期形 (7次車)      | (新宿線) | S         | FC-LED      | ○             | 2013.05  | 日立BLMG / レシプロ直流  | －              | 2024.02  | 2055編成(初代)より改番 |
| 2047編成 | 東急   | 後期形 (9次車)      | 新宿線   | S'        | FC-LED      | B             | 2008.03  | 三菱SIV / レシプロ交流   | －              |          | 転落防止放送装置有     |
| 2049編成 | 東急   | 後期形 (9次車)      | 新宿線   | S         | FC-LED      | △             | 2014.07  | 三菱SIV / レシプロ交流   | －              |          | 転落防止放送装置有     |
| 2077編成 | 東急   | 後期形 (10次車)     | 新宿線   | S'        | FC-LED      | B             | 2009.12  | 三菱SIV / レシプロ交流   | ○               |          |                        |
| 2081編成 | 東急   | 後期形 (10次車)     | 新宿線   | S'        | FC-LED      | B             | 2008.09  | 三菱SIV / レシプロ交流   | ○               |          | 転落防止放送装置有     |
| 2091編成 | 東急   | 後期形 (11次車)     | 新宿線   | S         | FC-LED      | B             | 2011.03  | 三菱SIV / レシプロ交流   | ○               |          |                        |

- 下線の編成は元8両編成であることを示す。

4両編成
| 編成     | タイプ              | 所属線区 | 集電 装置 | 行先 表示器 | 車内設備 更新 | 更新年月 | 補助電源 装置   | 空気 圧縮機  | 廃車年月 | その他・備考                 |
| -------- | ------------------- | -------- | --------- | ----------- | ------------- | -------- | --------------- | ------------ | -------- | ---------------------------- |
| 2501編成 | 前期形 小窓 (6次車) | (新宿線) | 菱        | 幕式        | ○             | 2010.11  | 日立BLMG        | レシプロ直流 | 2022.07  |                              |
| 2503編成 | 前期形 小窓 (6次車) | (新宿線) | 菱        | 幕式        | ○             | 2010.08  | 東洋BLMG        | レシプロ交流 | 2022.06  |                              |
| 2505編成 | 前期形 小窓 (6次車) | (新宿線) | 菱        | 幕式        | ●             | 2007.01  | 東洋BLMG        | レシプロ交流 | 2022.12  |                              |
| 2507編成 | 前期形 小窓 (6次車) | 新宿線   | 菱        | FC-LED      | ●             | 2007.06  | 東洋BLMG        | レシプロ交流 |          |                              |
| 2509編成 | 前期形 小窓 (7次車) | (新宿線) | 菱        | 幕式        | ●             | 2007.08  | 日立BLMG        | レシプロ直流 | 2023.06  |                              |
| 2511編成 | 前期形 小窓 (7次車) | (新宿線) | 菱        | 幕式        | ○             | 2007.09  | 日立BLMG        | レシプロ直流 | 2023.03  |                              |
| 2513編成 | 前期形 小窓 (7次車) | (新宿線) | 菱        | 幕式        | ●             | 2007.11  | 日立BLMG        | レシプロ直流 | 2023.07  |                              |
| 2515編成 | 前期形 小窓 (7次車) | (新宿線) | 菱        | 幕式        | △             | 2015.03  | 日立BLMG        | レシプロ直流 | 2023.03  | Mc車パンタ撤去跡なし         |
| 2517編成 | 前期形 小窓 (7次車) | (新宿線) | 菱        | 幕式        | ー            |          | 日立BLMG        | レシプロ直流 | 2024.01  |                              |
| 2519編成 | 前期形 小窓 (7次車) | (新宿線) | 菱        | 幕式        | －            | －       | 日立BLMG        | レシプロ直流 | 2022.02  |                              |
| 2521編成 | 前期形 (7次車)      | (新宿線) | 菱        | 幕式        | －            | －       | 東洋BLMG        | レシプロ交流 | 2022.03  |                              |
| 2523編成 | 前期形 (7次車)      | 新宿線   | 菱        | 幕式        | ●             | 2008.01  | 東洋BLMG        | レシプロ交流 |          |                              |
| 2525編成 | 前期形 (7次車)      | 新宿線   | 菱        | FC-LED      | ●             | 2007.12  | 東洋BLMG        | レシプロ交流 |          | Mc車パンタ撤去部高圧配管撤去 |
| 2527編成 | 前期形 (7次車)      | (新宿線) | 菱        | 幕式        | －            |          | 東洋BLMG        | レシプロ交流 | 2025.03  |                              |
| 2529編成 | 前期形 (7次車)      | (新宿線) | 菱        | 幕式        | ●             | 2008.07  | 東洋BLMG        | レシプロ交流 | 2023.11  |                              |
| 2531編成 | 中期形 (8次車)      | 新宿線   | S         | FC-LED      | ○             | 2012.11  | 三菱MG →東芝SIV | レシプロ交流 |          | Mc車パンタ撤去跡なし         |
| 2533編成 | 中期形 (8次車)      | 新宿線   | S         | FC-LED      | ○             | 2012.10  | 三菱MG →東芝SIV | レシプロ交流 |          | Mc車パンタ撤去跡なし         |
| 2535編成 | 中期形 (8次車)      | 新宿線   | S         | FC-LED      | ○             | 2013.01  | 三菱MG →東芝SIV | レシプロ交流 |          | Mc車パンタ撤去跡なし         |
| 2537編成 | 中期形 (8次車)      | 新宿線   | 菱        | FC-LED      | －            |          | 三菱MG →東芝SIV | レシプロ交流 |          |                              |
| 2539編成 | 中期形 (8次車)      | 新宿線   | 菱        | FC-LED      | ー            |          | 三菱MG →東芝SIV | スクロール   |          |                              |
| 2541編成 | 中期形 (8次車)      | 新宿線   | S         | FC-LED      | ○             | 2014.01  | 三菱MG →東芝SIV | スクロール   |          | Mc車パンタ撤去跡なし         |
| 2543編成 | 中期形 (8次車)      | 新宿線   | 菱        | 幕式        | －            |          | 三菱MG →東芝SIV | スクロール   |          |                              |
| 2545編成 | 中期形 (8次車)      | 新宿線   | S         | 幕式        | －            |          | 三菱MG →東芝SIV | レシプロ交流 |          |                              |

- 4両編成は全編成とも東急車輛製造にて製造、また転落防止放送装置取付済。
- 4両編成の中期形車両、一部の前期形車両は電動空気圧縮機をスクリュー式(RW20)またはスクロール式(MBU1600Y)に換装したが、スクリュー式の編成は全てレシプロ式(HS20-4)へ再交換されている。

2両編成
| 編成     | タイプ              | 所属線区 | 集電 装置 | 行先 表示器 | 車内設備 更新 | 更新年月 | 補助電源 装置     | 空気 圧縮機  | 廃車年月 | その他・備考   |
| -------- | ------------------- | -------- | --------- | ----------- | ------------- | -------- | ----------------- | ------------ | -------- | -------------- |
| 2451編成 | 前期形 小窓 (6次車) | (新宿線) | 菱        | 幕式        | ○             | 2011.08  | 日立BLMG →三菱SIV | スクロール   | 2024.10  | 近江鉄道へ譲渡 |
| 2453編成 | 前期形 (7次車)      | (新宿線) | 菱        | 幕式        | ○             | 2011.11  | 日立BLMG →三菱SIV | スクロール   | 2024.10  | 近江鉄道へ譲渡 |
| 2455編成 | 後期形 (9次車)      |          | 菱        | FC-LED      | ○             | 2013.08  | 日立BLMG →三菱SIV | レシプロ交流 |          |                |
| 2457編成 | 後期形 (9次車)      | FC-LED   | 菱        | ○           | 2014.04       |          | 日立BLMG →三菱SIV | レシプロ交流 |          |                |
| 2459編成 | 後期形 (9次車)      | FC-LED   | 菱        | ○           | 2016.03       |          | 日立BLMG →三菱SIV | レシプロ交流 |          |                |
| 2461編成 | 後期形 (9次車)      | 幕式     | 菱        | ○+          | 2016.06       |          | 日立BLMG →三菱SIV | レシプロ交流 |          |                |
| 2463編成 | 後期形 (9次車)      | 幕式     | 菱        | ○+          | 2012.07       |          | 日立BLMG →三菱SIV | レシプロ交流 |          |                |
| 2465編成 | 後期形 (9次車)      | 幕式     | 菱        | ○           | 2012.09       |          | 日立BLMG →三菱SIV | レシプロ交流 |          |                |

- 2両編成は全編成とも東急車輛製造にて製造、また転落防止放送装置取付済。
- 2両編成の前期形車両は補助電源のSIV化と同時に電動空気圧縮機のスクロール化（MBU1100Y）を実施した。

凡例
製造所
- 所沢：西武所沢車両工場
- 東急：東急車輛製造

集電装置
- 菱：菱形
- S：シングルアーム
- S’：シングルアーム（電磁カギ外し）

車内設備更新
- △：車体小修繕・ドアチャイムなし・非常通報器未更新
- ○：車体小修繕・ドアチャイムなし
- ●：車体小修繕・ドアチャイムあり
- B：バリアフリー化
- B'：バリアフリー化（床面配色違い）
- +：座席バケットシート（9000系発生品）

注釈
1. 1 2 3 4 5 6 7 8 9 10 11 12 13 14 15 16  パンタグラフ削減車
2. 1 2  当初はレシプロ直流
3. ↑  CPは当初HB2000を搭載、MGと共に701系流用品。
4. 1 2 3 4  初期パンタグラフ削減車（妻面高圧配管4本・当初はM3車パンタ撤去跡残存）
5. 1 2 3 4 5 6 7 8 9 10 11 12 13  走行中の側面表示消灯機能あり
6. ↑  更新時に灰色塗装化、後に撤去
7. 1 2 3  パンタグラフ削減車（8両編成時代に施工）
8. 1 2  当初はレシプロ直流。またスクリュー式の搭載歴あり。
9. ↑  三菱製MGは701系流用品、2003年から2005年にかけて検査時に交換。
10. 1 2 3  当初は701系流用品のHB2000を搭載
11. ↑  30000系同等品

## ラッピング・塗装変更
西武鉄道では多数のラッピング列車を運行しており、本系列も使用される。近年では以下のようなものがある。

### KORO-TRAIN
2015年4月6日から、2075編成に『暗殺教室』のラッピングが施され、『殺せんせーラッピング電車』として池袋線系統で運転。6月初めにデザインが一部変更され、このときから「KORO-TRAIN」の愛称が用いられている。2015年6月末で終了した。
2015年12月28日から、2069編成に別デザインのラッピングが施され、池袋線系統で運行。2016年2月末で終了した。

### 「西武鉄道×台湾鉄路管理局 協定締結記念電車」（「西武鉄道×LAIMO」ラッピング電車）
2017年3月18日から、2007編成に日本と台湾の主要観光地のイラストをラッピングし、「西武鉄道×台湾鉄路管理局 協定締結記念電車」として新宿線系統で運行。さらに2018年2月26日からデザインをリニューアルし、「西武鉄道×LAIMO」ラッピング電車第2弾としての運行を開始した。当初は2019年12月末までの運行予定であったが短縮され、2019年4月下旬に終了している。
なお、2018年3月24日から6000系6158編成にもラッピングが行われており、こちらは当初の予定より延長されて2021年2月下旬まで運行された。

### 西武鉄道創立110周年記念トレイン
2023年1月24日から、2069編成の塗色を変更して「西武鉄道創立110周年記念トレイン」として池袋線系統で運行している。西武鉄道の創立110周年を記念したもので、同社の前身である武蔵野鉄道を代表する車両「デハ5560形」を模した塗色としている。運行開始前には武蔵丘車両検修場での塗装作業等の様子が西武鉄道イベント情報公式Twitterに掲載されていた。3月20日に池袋線の2両編成が全て新宿線に転出したため、現在は8両編成での運行のみとなっている。3月末には武蔵野鉄道時代の社紋・車号イミテーションマークが両先頭車の側面に貼付された。

### 「2色塗り(黄色と茶色)」復刻ラッピング車両
2024年4月27日から、2071編成の両先頭部にラッピングを施し「2色塗り(黄色と茶色)」復刻ラッピング車両として池袋線系統で運行している。旧西武鉄道・武蔵野鉄道で1937年頃から1961年まで用いられていた標準塗装で、横瀬車両基地で保存されている351系「モハ505」車両がモデルとなっている。清瀬駅開業100周年記念事業実行委員会の委員長である小林純也氏がデザインを担当した。このラッピングにより、2069編成の「茶色」、101系の「赤電色」「ツートンカラー」とあわせて、歴代の標準塗装の復刻車両が4種類運行されることとなる。

同年6月11日からは、清瀬駅100周年事業にまつわるラッピングを追加した上で、「清瀬駅開業100周年記念トレイン」として運行している。

## 機器の試用・転用
緩衝ゴム式台車
- FS542・FS542A - 2531編成のクモハ2529・モハ2530で1989年10月頃から2001年4月まで試用。クモハ2529は新製したFS542[45]、モハ2530はFS372Aを改造したFS542A[注 59]となっている[45][2]。10000系(1 - 4次車)にてFS042・FS542Bが本格採用された。

緩衝ゴム式ボルスタレス台車
- SS114 - 2057編成のモハ2158で1989年10月頃から2001年11月まで試用。6000系にてSS025・SS125等が本格採用された。

シングルアームパンタグラフ
- PT7116 - 2089編成のモハ2189で1996年6月から1998年2月まで試用[2]。パンタグラフはその後、電磁カギ外しのPT7116Aへ改造の上9108編成へ転用[47]された。20000系よりPT7116-B等が本格採用、また従来車の更新においても採用されており、2016年にはモハ2189を含む2089編成もシングルアーム化が実施された[注 60]。

LED室内灯
- 2075編成のモハ2176・モハ2276・モハ2376で2012年4月から試用。各車で異なるメーカーの照明を使用し、モハ2176は2014年頃、モハ2276は2018年頃、モハ2376は2013年頃にそれぞれ蛍光灯へ戻された[48]。

LED前照灯
- 2047編成の両先頭車でコイト電工製の多灯式タイプ（白色）を2020年8月初めから2021年3月末まで試用。LED前照灯はその後、9103編成に転用された。

### 台車の転用

#### 2409 - 2415編成の製造によるもの
クハ2401形は本来FS372Aを装備するが、クハ2410・2412・2414はクハ2001形からの改造であるためFS072を装着していた。これを解消するため、1985年に3000系のクハ3001 - 3004からFS372A(主電動機なし・前期型)を転用している。下記表1の左側下段 - 中段参照

#### 新2000系製造時の流用
新2000系の新造に際しては、流用品の台車が多数使用された。
クハ2001形のFS072には大半の車両で流用品が使用されており、新製した台車（後期型のFS072）を装備するのは東急製の前期形車両とクハ2053、2073編成・2085編成のみとなっている。
それ以外の車両は前期型のFS072となり、基本的には701系の廃車発生品を使用するが、クハ2054と2045編成は2000系2連製造による発生品（表1左側中段 - 上段）、2059編成は田無事故による廃車発生品（表2左側）となっている。
また一部モハのFS372Aも流用品が使用されており、田無事故による廃車発生品がモハ2540と2254、2159・2160、2161・2162に使用された（表2右側）ほか、モハ2280に予備品、またモハ2379・2380に101系VVVF試験終了による発生品が使用され（表5）、これらの車両は前期型台車となっている。またモハ2261・2262・2361は台車試験開始による発生品を流用している（表3）が、後期型であるため外観上はわからない。

#### 以降の転用
さらに台車試験終了にあたり、試験に使用されたクモハ2529・モハ2530・2158にはクハ2462・2464・2466のFS372A(後期型)があてがわれ、これらのクハ3両は101系廃車発生品のFS072(前期型)に交換された。
その後3000系と本系列の老朽廃車により、ここからの転用も発生している。具体例として、クハ2462・2464・2466は2010年代前半にFS372A（うち2462のみ前期型）に再交換、またモハ2280・2379・2380のFS372Aも全て後期型となっている。

#### 転用の詳細
表1（2000系2両編成関連）
1985年頃、FS072(後期型)を新製して3000系先頭車のFS372A(前期型)をこれに置き換え、外された台車をクハ2401形改造車（及び101系VVVF試験車）に転用。その後、余剰となったFS072(前期型)を新造車へ流用している。
| FS072譲受（新造車）   | クハ3017 | クハ2054 | クハ2055 (I) | クハ2056 (I) |                       |          |          |
| FS372A譲受・FS072供出 | クハ2410 | クハ2412 | クハ2414     | クハ2416     | FS372A譲受（VVVF化）  | モハ145  | モハ146  |
| FS072新製・FS372A供出 | クハ3001 | クハ3002 | クハ3003     | クハ3004     | FS072新造・FS372A供出 | クハ3005 | クハ3006 |

表2（田無事故関連）
事故廃車による発生品(全て前期型)を新造車へ流用。なお、本来モハ2254に使用予定だったFS372A(後期型)はFS542Aに改造され、モハ2530での試験に使用された。
| FS072譲受（新造車） | クハ2059 | クハ2060 | FS372A譲受（新造車） | モハ2159 | モハ2160 | モハ2161 | モハ2162 | モハ2540   | モハ2254 |
| 廃車・FS072供出     | クハ2017 | クハ2024 | 廃車・FS372A供出     | モハ2217 | モハ2224 | モハ2117 | モハ2118 | クモハ2415 | クハ2416 |

表3（新型台車試用開始）
1989年、新型台車の試験をするにあたり、対象車両が当初装着していたFS372A(後期型)を取外して新造車に流用した。
| FS372A譲受（新造車）     | モハ2261   | モハ2262 | モハ2361 |
| 台車試験開始・FS372A供出 | クモハ2529 | モハ2530 | モハ2158 |

表4（新型台車試用終了）
2001年に台車の試用を終了し、対象車両はFS372Aに戻されている。先にクハ2401形3両の台車を101系の廃車発生品であるFS072(前期型)に取替え、これらの車両が当初装着していたFS372A(後期型)を充てる形がとられた。
| FS372A譲受・台車試験終了 | クモハ2529              | モハ2530                | モハ2158                |
| FS072譲受・FS372A供出    | クハ2462                | クハ2464                | クハ2466                |
| 廃車・FS072供出          | 101系（1998年度廃車分） | 101系（1998年度廃車分） | 101系（1998年度廃車分） |

表5（101系VVVF試験終了ほか）
1990年に101系のVVVF試験が終了し、余剰となったFS372A(前期型)が新造車に流用された。また同時に予備品も使用されている。
| FS372A譲受（新造車） | モハ2280   | モハ2379 | モハ2380 |
| 廃車・FS372A供出     | （予備品） | モハ145  | モハ146  |

## 廃車

### 田無事故関連
1986年に発生した田無事故により2415編成+2017編成、2407編成+2023編成が被災し、2415編成 （2415・2416）、2017編成中の西武新宿方4両（2017・2117・2118・2217）、2023編成中の本川越方2両（2224・2024）の計8両が廃車となった。なお残された6両は前述の通り新2023編成として運用に復帰している。

### 老朽廃車
2015年度より老朽化に伴い、2023編成を皮切りに6両編成の廃車が開始された。いずれも横瀬車両基地まで自力回送の上、トレーラーにて解体場まで陸送される形をとっている。以前は横瀬車両基地で車体を3分割してから搬出されていたが、2019年の2021編成以降は1両そのまま運ばれている。
2015年度
2023編成・2009編成・2013編成・2029編成・2025編成の30両が廃車となった。
2016年度
2097編成・2011編成・2005編成・2015編成・2019編成の34両が廃車となった。
9月の2097編成は新2000系初、また8両編成初の廃車である。VVVF試験車であり、制御装置の混在が仇となったことが指摘される。1月の2005編成は旧2000系8両編成初の廃車となった。また3月の2015編成は同車の特徴から注目を集めていた。本年度末の2019編成を最後に2000系の廃車は一時中断、2020年度にかけて10000系・9000系・101系の廃車が進行した。
この時点で旧2000系は8両編成3本・6両編成4本・2両編成10本の体制となっている。
2018年度
3月に2021編成の6両が廃車となったのみ。
2021年度
2003編成・2407編成+2001編成・2411編成+2063編成・2401編成+2519編成・2521編成の38両が廃車となった。
10月の2407編成は2両編成初の老朽廃車となっている。2両編成は横瀬までの回送に際して単独での運転は避けられており、以降全編成が同時に廃車となる8両編成・4両編成と連結しての回送となっている。
11月の2063編成は2097編成に次いで新2000系2本目の廃車で、ここから新2000系の廃車が本格化した。また、2月の2519編成は4両編成初の廃車となった。
2022年度
2007編成・2059編成・2503編成+2413編成・2501編成・2033編成・2027編成・2405編成+2505編成・2057編成・2061編成・2515編成・2403編成+2511編成の70両が廃車となった。このころ西武グループでは中期経営計画で保有車両数の削減・適正化を掲げており、異例な数の廃車が発生している。
2007編成は旧2000系最後の8両編成で、3月29日から引退記念ヘッドマークおよび側面ステッカーを掲出、また2つのツアー運行が企画された。2つ目のツアー運行はラストラン乗車ツアーの名のものとに横瀬までの回送を団体列車化したもので、4月26日に運転されている。
8月には2033編成はいわゆるリニューアル車初の廃車である。10月の2027編成の廃車により2000系から3色LED車が消滅。これにより3色LED車は西武鉄道全体でみても10000系10112編成を残すのみとなった。また3月の2403編成の廃車により、旧2000系から幕車が消滅した。
2023年度
編成の短縮よる廃車が初めて発生。2077編成・2081編成がともに8両編成から6両編成に変更されており、これに伴いモハ2277・2278・2281・2282の計4両が廃車となった。このほか2509編成・2513編成・2031編成・2529編成・2409編成+2517編成・2045編成・2067編成が廃車となっており、計42両の廃車が出ている。
このうち2031編成は旧2000系最後の6両編成であることから3つのイベントが企画され、2007編成同様のラストラン乗車ツアーが10月5日に実施されている。また2067編成は2000系のSIV編成で初の廃車である。
2409編成の廃車により、旧2000系は5次車の2両編成2本を残すのみとなった。
2024年度
前年度に続いた編成短縮により2091編成中のモハ2291・2292が廃車となっているほか、2451編成+2453編成が近江鉄道へ譲渡された。これは新2000系2両編成では初の廃車である。このほか2095編成・2083編成・2527編成が廃車となり、合計26両が廃車となった。

## 譲渡車両
近江鉄道

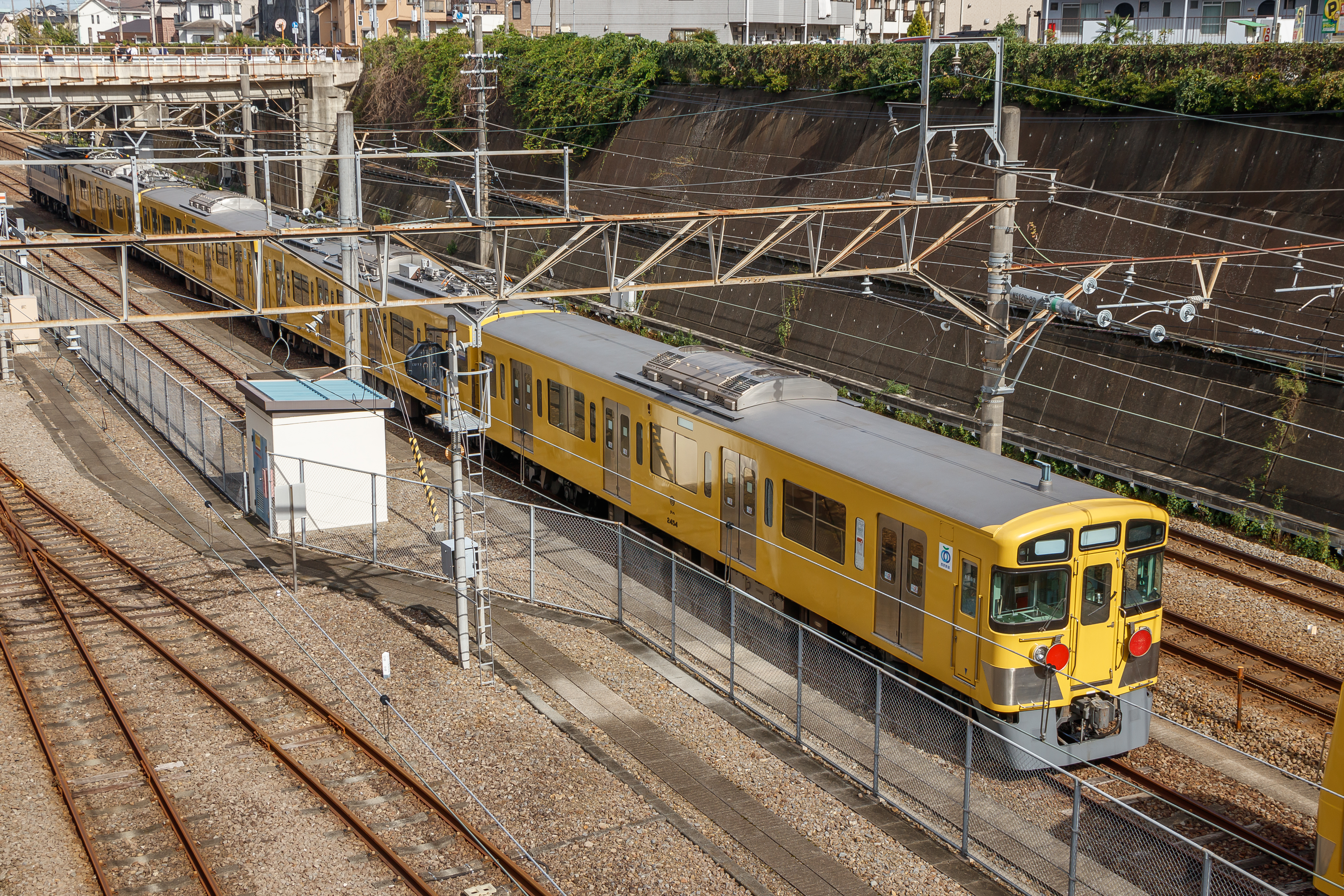
出発を待つ甲種輸送列車
（2024年10月19日 新秋津駅）

2024年に新2000系2両編成2本が譲渡されており、改造の上で200形（2代）として導入予定。
2024年10月19日に2451編成+2453編成が小手指車両基地を出発し、21日に彦根へ到着、同日中に近江鉄道公式SNSにて導入が発表された。
2両編成2本の計4両を導入する予定となっており、今回輸送された4両は全て営業用となる見込み。改造内容はワンマン化、バリアフリー対応が主となり、VVVF化の予定はないとしている。2編成ともAIを活用した軌道検測用カメラを搭載、「ドクターガチャコン」の愛称を持つ。
また2025年に旧2000系2両編成2本が譲渡された。
2025年7月25日の深夜に2417編成+2419編成が小手指車両基地を出発し、28日に彦根に到着。前回同様、同日中に近江鉄道公式SNSにて導入が発表された。またこれを持って、西武鉄道から旧2000系が消滅した。

## 保存車両等
クハ2001
2021年10月に廃車となった2001編成のうち、クハ2001が横瀬車両基地にて保存されている。
クハ2098（カットモデル）
2016年9月に廃車となった2097編成のうち、クハ2098の前頭部が藤久ビル東5号館1階に保存されている。京急800形デハ812-6の前頭部と並べられ、東急7700系デハ7702も付近に設置されている。丸善池袋店として2017年8月10日にオープンした。
シミュレータ（モックアップ）
西武鉄道の鉄道係員養成所「西武研修センター」（1991年3月15日竣工）の建設に際し、2000系の運転用シミュレータが導入・設置された。内部の機器は実車同様に再現されているが、モックアップであるため外観は正確でない部分もあり、旧2000系の車体でありながら手摺と塗り分けが新2000系相当になっている点が特に目を引く。当初は片側の運転台（乗務員室構体）と片側の側面のみであったが、90年代中に反対側にも運転台が増設されている。
新型への置換えにより不要となり、新2000系タイプの運転台部分がエミテラス所沢（2024年9月24日グランドオープン）で展示されている。なお当初より存在する旧2000系タイプの運転台部分は2018年に解体された。

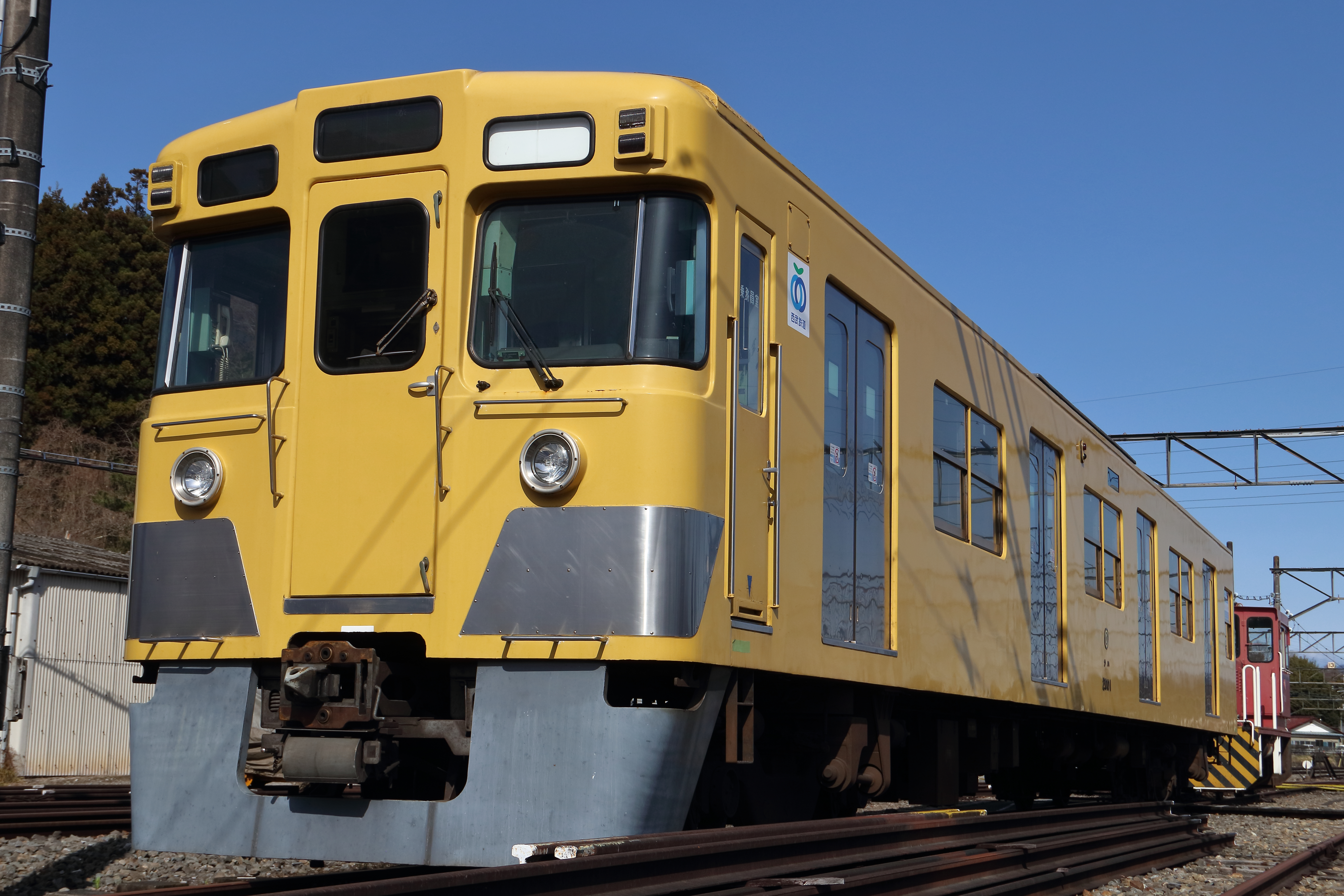
クハ2001 （2022年3月20日 横瀬車両基地）
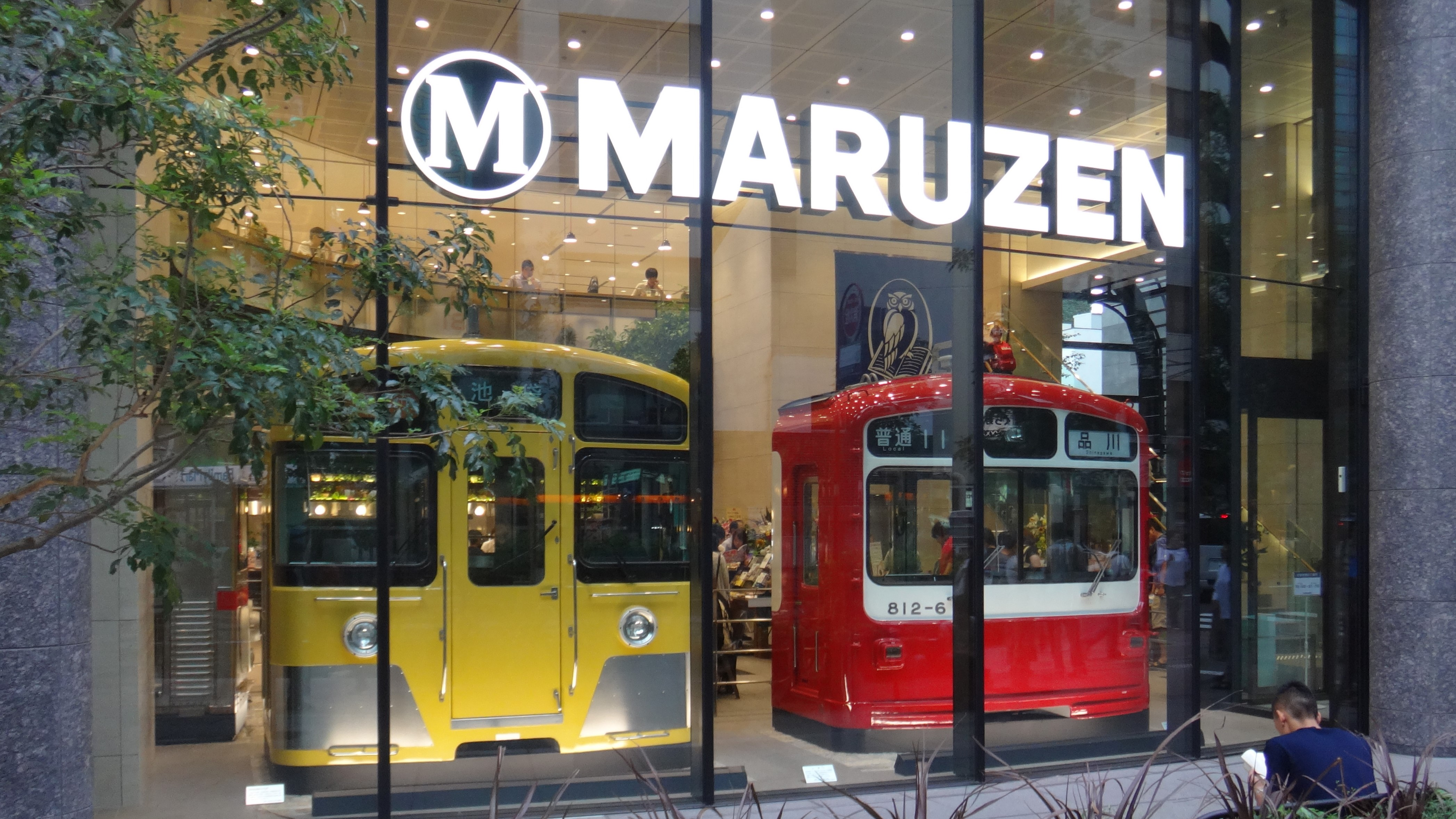
クハ2098のカットモデル（左） （2017年8月13日 当時の丸善池袋店）
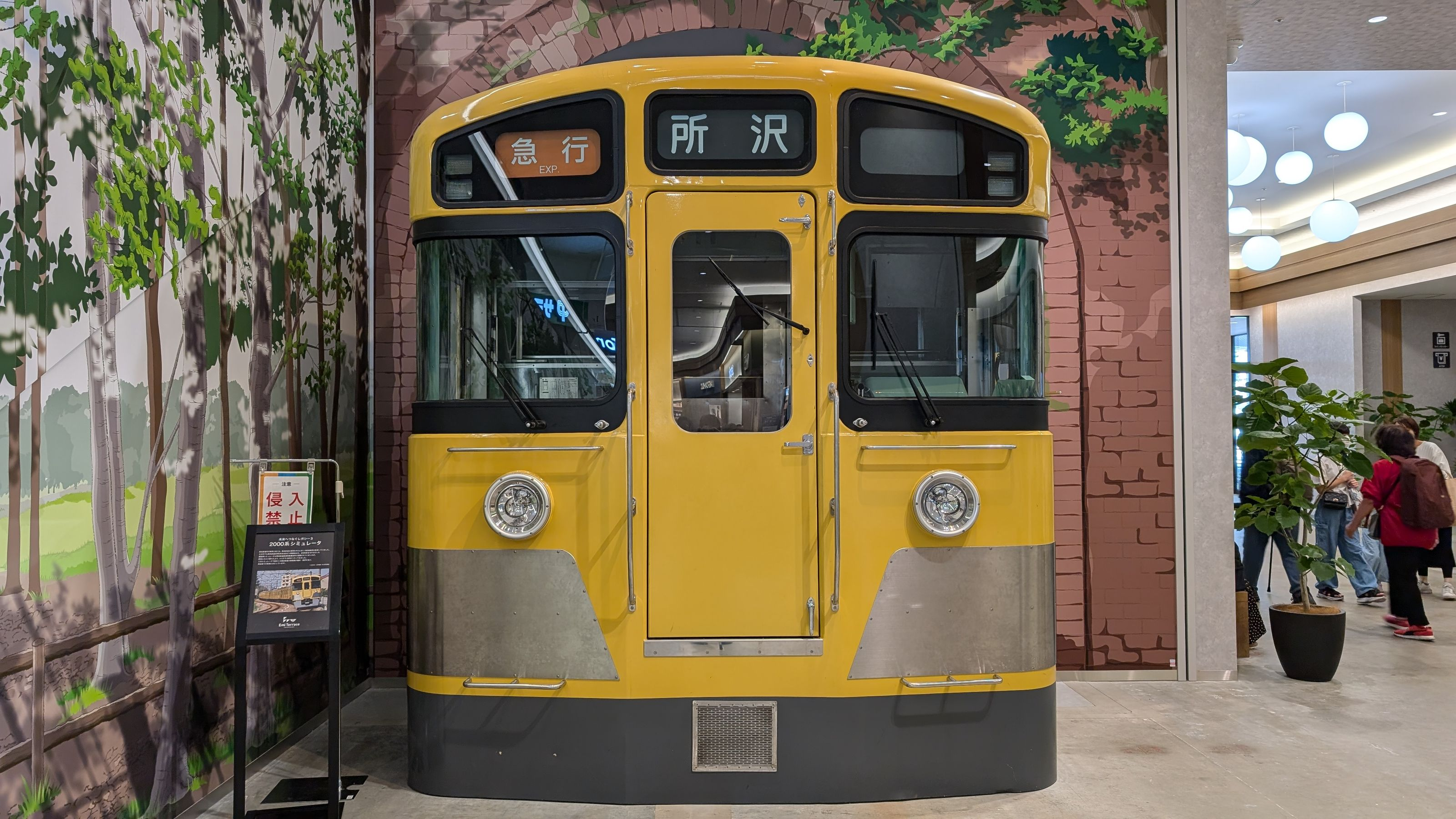
シミュレータ （2024年10月21日 エミテラス所沢）